# Nordmazedonien
Nordmazedonien (amtlich seit 2019: Republik Nordmazedonien, mazedonisch Република Северна Македонија Republika Severna Makedonija, albanisch Republika e Maqedonisë së Veriut; von 1991 bis 2019 offiziell Republik Mazedonien bzw. international unter dem provisorischen Namen Ehemalige jugoslawische Republik Mazedonien, englisch Former Yugoslav Republic of Macedonia) ist ein Binnenstaat in Südosteuropa. Er befindet sich zu einem Teil im Nordwesten der historischen Region Makedonien.
Seit dem 27. März 2020 ist Nordmazedonien Mitglied der NATO sowie bereits seit 2005 ein Beitrittskandidat der Europäischen Union (EU). Nordmazedonien hat eine der schwächsten Volkswirtschaften Europas und befindet sich in einem Transformationsprozess, sowohl wirtschaftlich als auch politisch. Das Land hat mit hohen Arbeitslosenzahlen und einer schwachen Infrastruktur sowie fehlenden Investitionen zu kämpfen.
Gemäß den Ergebnissen der nationalen Volkszählung vom September 2021 gibt es neben slawischen Mazedoniern, die 58,44 % der Gesamtbevölkerung stellen, eine große Minderheit an Albanern mit 24,3 %. Von den übrigen Einwohnern sind 3,86 % ethnische Türken, 2,53 % Roma, 1,3 % Serben, 0,87 % Bosniaken und 0,47 % Walachen. Es kommt immer wieder zu ethnisch motivierten Konflikten, vor allem zwischen Mazedoniern und Albanern, doch nach den bürgerkriegsähnlichen Zuständen 2001 und dem danach unterschriebenen Friedensvertrag hat sich die Gesamtlage im Land deutlich verbessert.

## Landesname und internationale Mitgliedschaften
Der Staat wurde 1991 als Republik Mazedonien in Folge des Zerfalls Jugoslawiens aus der südlichsten Teilrepublik des sozialistischen Jugoslawien gegründet. Aufgrund des Namensstreits mit dem südlichen Nachbarn Griechenland wurde der Staat international als ehemalige jugoslawische Republik Mazedonien (EJRM; englisch former Yugoslav Republic of Macedonia, abgekürzt FYROM) bezeichnet, um eine offizielle Benennung zu vermeiden. Bei der NATO und in einigen anderen Kontexten wurde das Dreibuchstabenkürzel FYR Macedonia benutzt.
Die Einigung mit der griechischen Regierung am 12. Juni 2018 leitete die Änderung des Staatsnamens in Република Северна Македонија/Republika Severna Makedonija (deutsch Republik Nordmazedonien) ein. Im Gegenzug erklärte sich Griechenland bereit, Beitrittsverhandlungen Nordmazedoniens mit der EU und der NATO nicht mehr zu blockieren. Bei einem Referendum am 30. September 2018, das jedoch nur beratende Funktion hatte, befürworteten 91 % der abgegebenen Stimmen die NATO-Mitgliedschaft und die damit verbundene Namensänderung in „Nordmazedonien“. Das Quorum von 50 % wurde bei einer Beteiligung von 36 % aber verfehlt, so dass das Referendum ungültig blieb. Da die Parlamente in Skopje und Athen jedoch die Vereinbarung ratifizierten, wurde die Umbenennung in Nordmazedonien dennoch wirksam. Dafür wurde im Januar 2019 die Verfassung geändert.
Bei der Abstimmung im nordmazedonischen Parlament sprach sich am 11. Januar 2019 eine knappe Zweidrittelmehrheit von 81 der 120 Stimmen für die Änderung aus. Bei der Abstimmung im griechischen Parlament stimmte die absolute Mehrheit von 153 der 300 Abgeordneten für das Abkommen mit dem Nachbarstaat. Der neue Staatsname wurde damit am 12. Februar 2019 wirksam.
Das Land ist seit dem 8. April 1993 Mitglied der Vereinten Nationen (bis zur am 14. Februar 2019 registrierten Namensänderung unter dem Namen „ehemalige jugoslawische Republik Mazedonien“), der CEFTA sowie Teilnehmerstaat der Organisation für Sicherheit und Zusammenarbeit in Europa, des Europarats und des Kooperationsrats für Südosteuropa. Weiterhin ist Nordmazedonien Mitglied der Welthandelsorganisation, des Internationalen Währungsfonds, der Weltbank und der NATO.

## Geographie

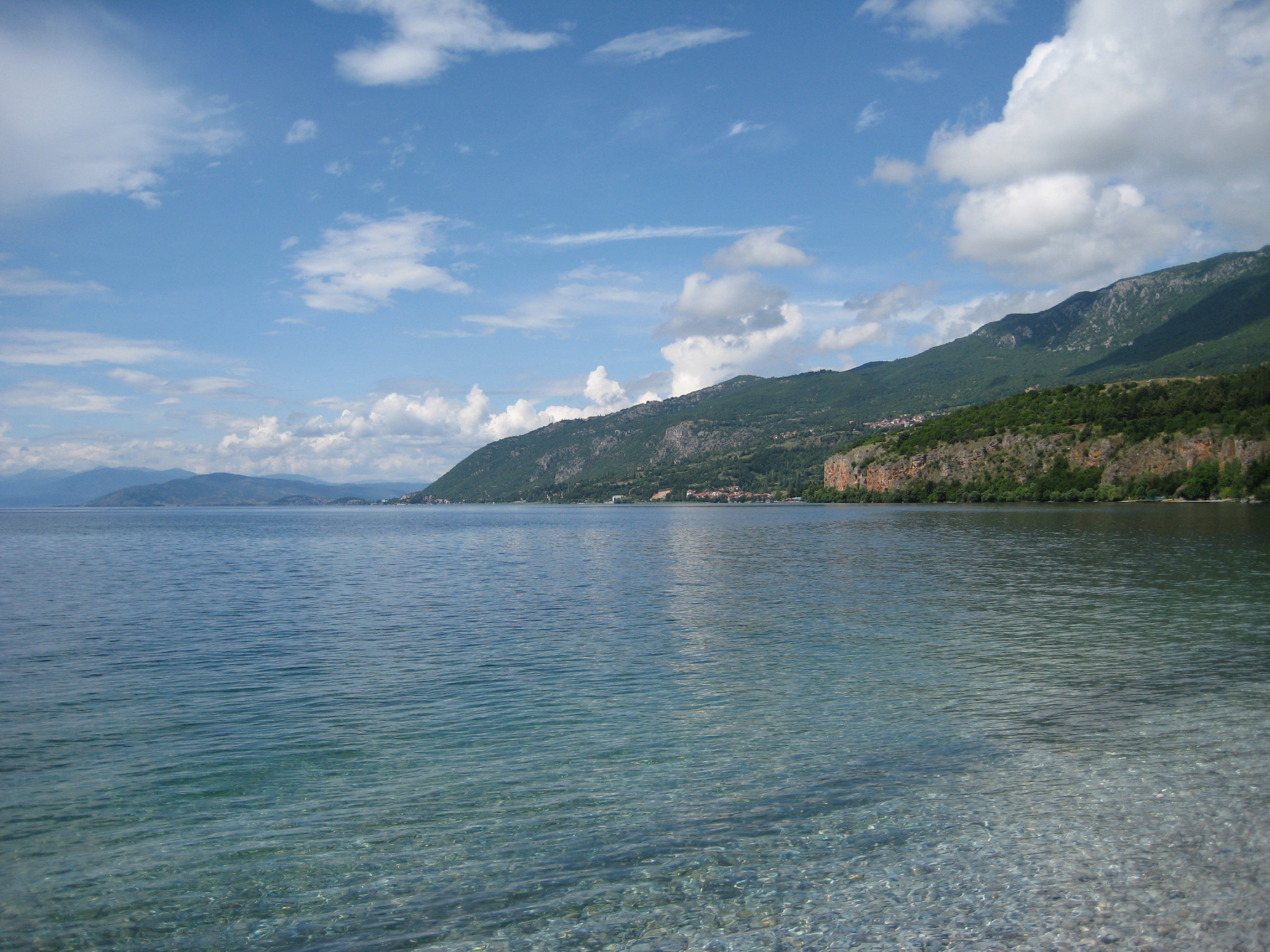
Den Ohridsee teilt sich Nordmazedonien mit Albanien. Er ist der größte See des Landes, einer der größten auf der Balkanhalbinsel und einer der ältesten der Erde.

Nordmazedonien ist ein Binnenstaat und liegt zentral auf der Balkanhalbinsel. Es grenzt im Norden an Serbien, im Osten an Bulgarien, im Süden an Griechenland, im Westen an Albanien und im Nordwesten an das Kosovo. Die längste Ausdehnung von Norden nach Süden beträgt 188 km, von Westen nach Osten 216 km. Die Landesgrenze zu Serbien ist 62 km lang, die zu Bulgarien 148 km, die zu Griechenland 246 km, die zu Albanien 151 km und die zum Kosovo 159 km. Somit ist die Staatsgrenze insgesamt 766 km lang.
Nur entlang der größeren Flüsse und in den Beckenlandschaften ist das Land relativ flach. Diese Hoch- und Tiefebenen machen 19,1 Prozent der Landesfläche aus (4.900 Quadratkilometer). Gewässer nehmen 2,11 Prozent (551 Quadratkilometer) der Staatsfläche ein; das übrige Land (20.262 Quadratkilometer) besteht aus Bergen und Hügeln. Die höchsten Berge befinden sich im Westen des Landes an der Grenze zu Albanien und dem Kosovo. Der höchste Gipfel ist der Korab mit 2764 m. i. J., der zugleich Albaniens höchster Berg ist. Rund 3,8 Prozent der Staatsfläche sind durch Nationalparks geschützt. Sie liegen im Westen und Südwesten des Landes.
Die Republik Nordmazedonien nimmt einen Teil der geographischen Region Makedonien ein. Sie teilt sie vor allem mit Griechenland.

### Gelände

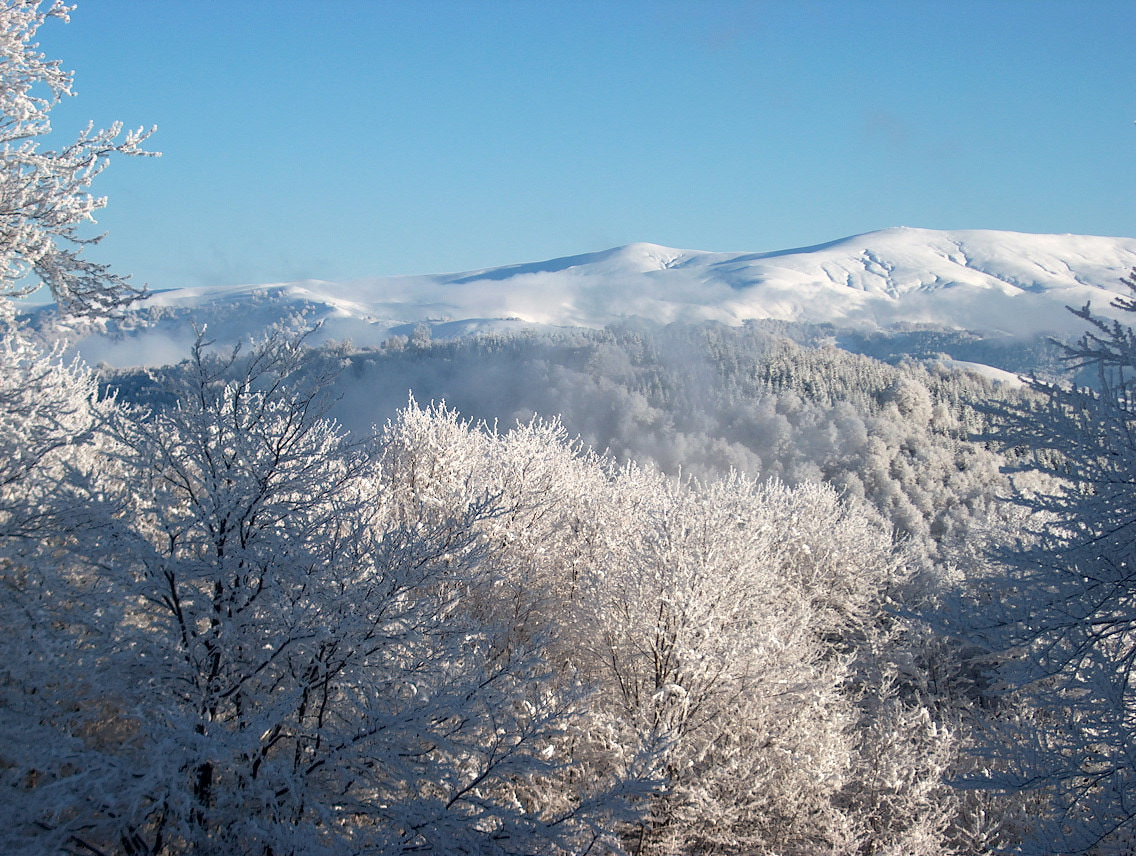
Der Carev Vrv ist einer der höchsten Berge des Osogovo-Gebirges. Er liegt südöstlich der Stadt Kriva Palanka nahe der Grenze zu Bulgarien.

Die westlichen Gebirge Nordmazedoniens sind Ausläufer des Dinarischen Gebirges, des wichtigsten Gebirges des Westbalkans. Die höchsten Gipfel sind der 2764 m hohe Golem Korab auf der Grenze zu Albanien sowie der 2747 m hohe Titov Vrv im Massiv der Šar Planina. Weitere Gebirge sind das im Südwesten des Landes liegende Jablanica-Gebirge, das dort teilweise die Grenze zu Albanien bildet, das Osogovo-Gebirge zu Bulgarien, das Galičica-Massiv zwischen Ohrid- und Prespasee und das Pelister-Massiv zwischen Prespasee und Bitola.
Die größten Hoch- und Tiefebenen bilden das Ovče Pole nordwestlich von Štip, die Pelagonien-Ebene zwischen Prilep und Bitola, die Skopje- und Kumanovo-Ebene sowie die Polog-Ebene zwischen Tetovo und Gostivar. Darüber hinaus bilden die breiten Flusstäler weitere landwirtschaftlich nutzbare Flächen.

### Gewässer

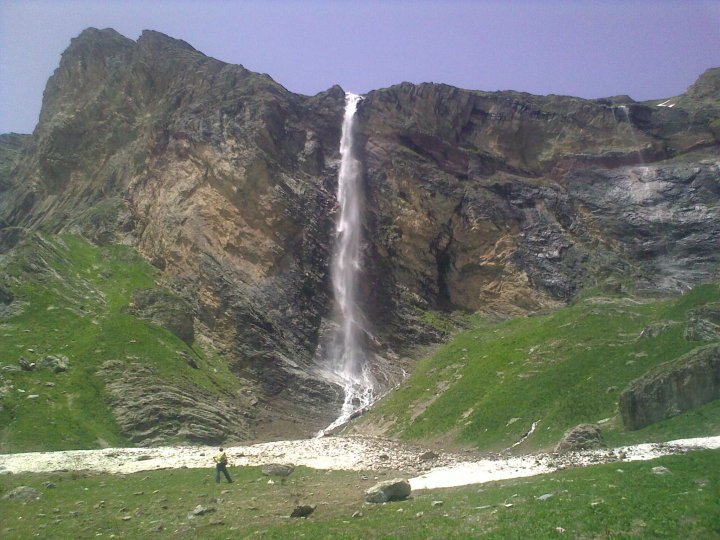
Der Korab-Wasserfall ist mit 139 m Höhe der höchste Wasserfall Südosteuropas.

Der Fluss Vardar entspringt in der Šar Planina und durchfließt das gesamte Land zuerst in Richtung Osten und dann nach Skopje in Richtung Südosten, bevor er schließlich als Axiós (neugriechisch Αξιός) durch die griechische Region Makedonien in den Thermaischen Golf mündet. Er bildet die Hauptorientierungsachse des Landes und hat vier größere Nebenflüsse. Der Schwarze Drin entspringt dem Ohridsee und durchfließt die südwestliche Region des Landes, bis er bei der Stadt Debar nach Albanien weiterfließt und ins Adriatische Meer mündet.
Im Südwesten an der Grenze zu Albanien hat Nordmazedonien je etwa zu zwei Dritteln Anteil am Ohrid- und Prespasee. Diese Seen (700 Meter beziehungsweise 900 m. i. J.) sind etwa 400 Quadratkilometer groß und durch Tektonik in einer geologischen Schwächezone der Erdkruste entstanden. Der Ohridsee hat eine maximale Tiefe von 288 Metern; er ist reich an endemischen Arten. Beide Seen, die Stadt Ohrid und der Nationalpark Galičica zählen zum UNESCO-Welterbe.
Nordmazedonien liegt im Blauen Herz Europas.

### Klima
Das Klima Nordmazedoniens ist im gebirgigen Landesinneren relativ rau. Generell liegt es im Übergangsgebiet zwischen dem mediterranen und dem kontinentalen Klima. Im Winter ist es meist sehr niederschlagsreich und kalt, im Sommer hingegen sehr niederschlagsarm und warm. Die Jahreszeiten Herbst und Frühling sind schwach ausgeprägt, d. h. die Sommer und Winter dauern relativ lang an.

### Flora
Viele von Menschenhand unberührte Regionen und eine artenreiche Pflanzen- und Tierwelt kennzeichnen die Flora und Fauna Nordmazedoniens. Die Flora im Land ist mit rund 210 Familien, 920 Gattungen und 3700 Pflanzenarten vertreten. Davon gehören 3200 Arten zu den Bedecktsamern, 350 Arten zu den Laubmoosen und 42 Arten zu den Farnen. Ein Drittel des Landes sind von Mischwäldern bedeckt, in denen Buchen, Eichen und Kastanien vorherrschen. In den Ebenen besteht die Vegetation insbesondere aus Macchien und Weideflächen, die von Landwirtschaft und Viehzucht verwendet werden. Rund um die größeren Seen wachsen Zypressen, Walnuss- und Feigenbäume. Ab 1300 m. i. J. gedeihen Bergkiefern und Tannen. Und ab 2000 m. i. J. kommen vor allem Wacholderbüsche und Pflanzenarten vor, die sich dem rauen Bergklima angepasst haben.
Laut WWF und der digitalen Karte der europäischen ökologischen Regionen der Europäischen Umweltagentur kann das Territorium des Landes in vier Ökoregionen eingeteilt werden: Mischwälder des Pindos, Mischwälder der Balkanhalbinsel, Mischwälder der Rhodopen und Mischwälder mit Hartlaubvegetation des Ägäischen Meers.
Der Nationalpark Pelister bei Bitola ist bekannt für das Vorkommen der endemischen Rumelischen Kiefer sowie für 88 Pflanzenarten, die 30 Prozent der Baumflora in Nordmazedonien ausmachen. Die Kiefernwälder des Pelister sind in zwei Gruppen eingeteilt: Kiefernwälder mit Farnen und Kiefernwälder mit Wacholdern.
Zu den am häufigsten anzutreffenden Laubbäumen gehören die Mazedonische Eiche, der Berg-Ahorn, die Trauerweide, die Kopfweide, die Erle, Pappeln, Ulmen und die Gemeine Esche. Eine weitere Nordmazedonien prägende Pflanzenart – vor allem in der Šar Planina und in der Bistra – ist der Mohn. An unberührten Seeufern wachsen Schilfrohre.

### Fauna

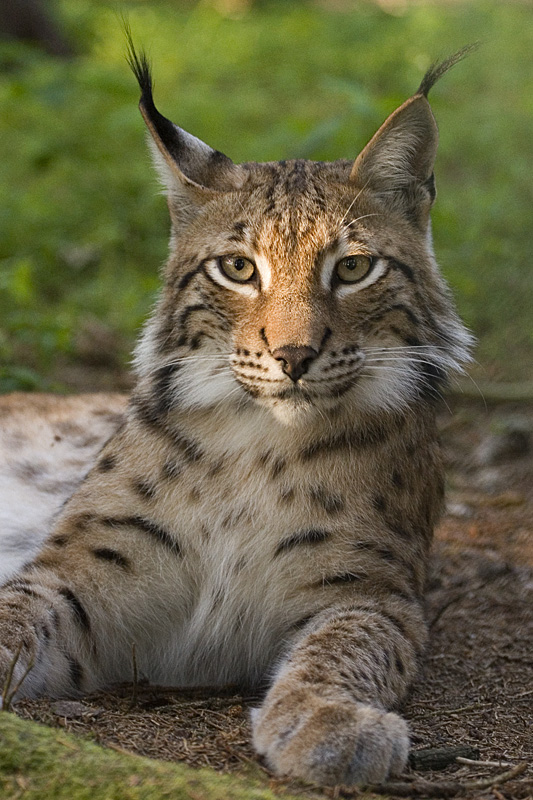
Von den Balkanluchsen (Lynx lynx balcanicus) gibt es nur noch etwa 40 Exemplare; abgebildet ist ein Eurasischer Luchs.

Nordmazedonien weist eine reiche Tierwelt auf. Die Arten reichen von Bären, Wildschweinen, Dachsen, Wölfen und Rotfüchsen bis hin zu Eichhörnchen, Mardern, Gämsen und Rothirschen. Rothirsche sind in der Region von Demir Kapija anzutreffen, während die seltenen Balkanluchse (Lynx lynx martinoi) fast nur noch in den Gebirgen im Westen und Norden leben. Von der stark gefährdeten Unterart gibt es in Nordmazedonien – insbesondere im Mavrovo-Nationalpark – und im angrenzenden Albanien nur noch etwa 40 Exemplare. Das Berggebiet um Mavrovo beherbergt zudem einen großen Bestand an Gämsen, die viele Jäger anlocken.
Der Ohridsee zählt zu den ältesten Seen der Welt und ist bekannt für seine Ohridforellen, Felchen, Gründlinge, Rotaugen und Schlangen. Ähnliche Arten können nur im Baikalsee gefunden werden. Der ebenfalls im See vertretene Europäische Aal schwimmt Tausende Kilometer von der Sargassosee bis in den Ohridsee, um dort für zehn Jahre zu verweilen und nach Erlangung der Geschlechtsreife zu seinem Geburtsort im Atlantik zurückzukehren.
Der Šarplaninac (albanisch Deltari Ilir) ist der bekannteste Schäferhund des Landes.
Große Teile Nordmazedoniens liegen im Grünen Band Europas.

### Städte

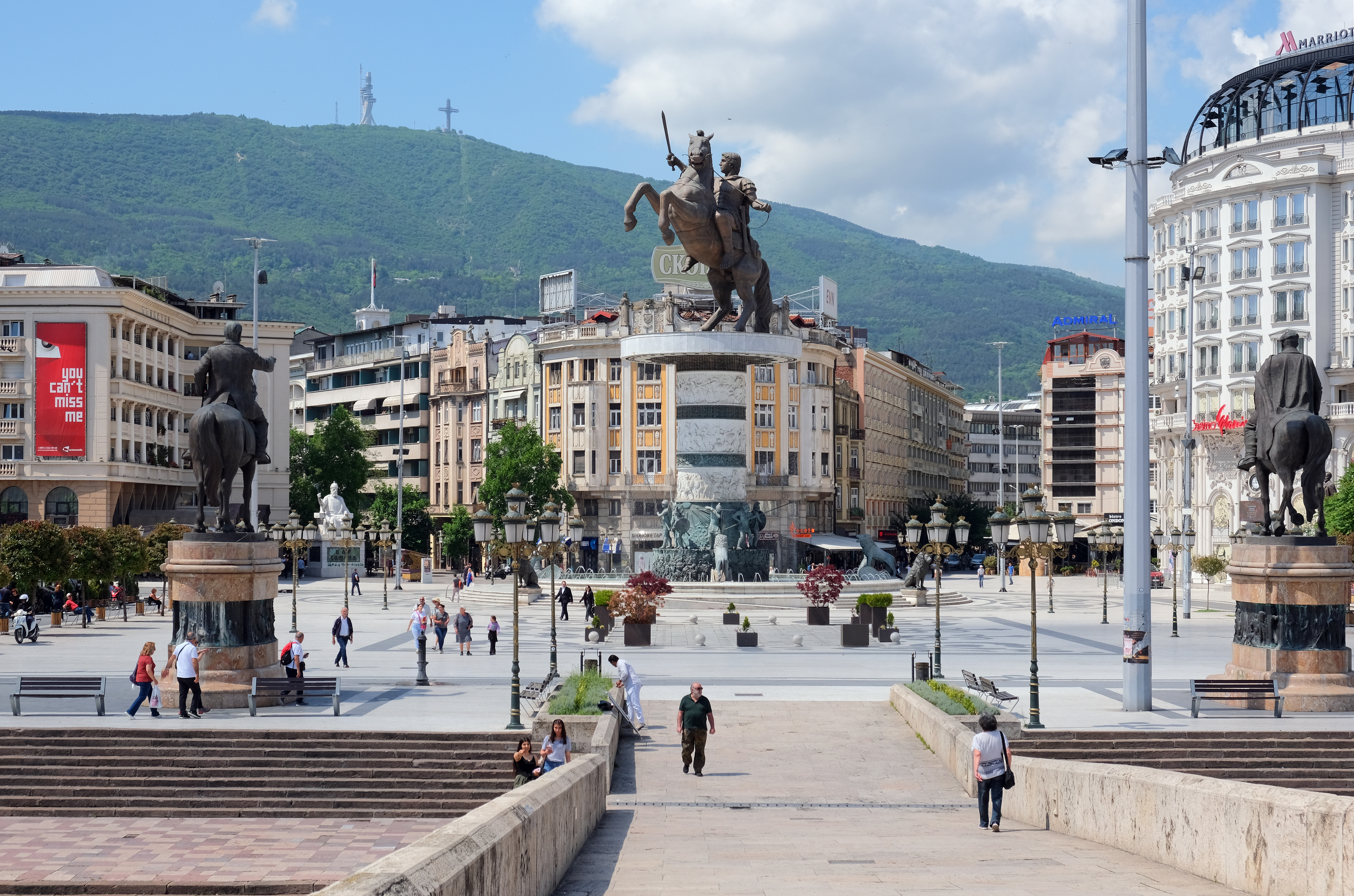
Skopje

Im Jahr 2023 lebten 60 Prozent der Einwohner Nordmazedoniens in Städten.
| Rang | Stadt    | Einwohner |
| ---- | -------- | --------- |
| 1.   | Skopje   | 505.400   |
| 2.   | Kumanovo | 073.360   |
| 3.   | Bitola   | 071.890   |
| 4.   | Prilep   | 064.830   |
| 5.   | Tetovo   | 056.080   |
| 6.   | Štip     | 044.510   |
| 7.   | Veles    | 043.140   |
| 8.   | Ohrid    | 038.900   |
| 9.   | Gostivar | 037.030   |
| 10.  | Strumica | 036.920   |

## Bevölkerung
Beim Streit um den Namen Mazedonien wurde mit Griechenland ein Abkommen, das sogenannte Prespa-Abkommen, vereinbart und verabschiedet. Darin wurde unter anderem das Recht selbst eingeräumt, dass die Staatsbürger der Republik Nordmazedonien weiterhin als Mazedonier bzw. als mazedonischer [Staatsbürger] bezeichnet werden dürfen. Das Adjektiv „nordmazedonisch“ ist dafür nicht vorgesehen gewesen.

### Demografie
Die am 30. März 2022 veröffentlichten Ergebnisse der Volkszählung vom September 2021 zeigen, dass die Bevölkerung des Landes in zwei Jahrzehnten seit der letzten Volkszählung um 9,2 Prozent geschrumpft ist. Die Einwohnerzahl liegt jetzt bei 1.836.713; das sind 185.834 weniger als bei der letzten Volkszählung von 2002. Dabei durften Personen, die im Inland und im Ausland leben, an der Zählung teilnehmen.
Insgesamt wurden außerdem 564.296 Privathaushalte und 698.143 Behausungen gezählt. Dies entspricht pro Haushalt rund 3,6 Personen.
Die Anzahl der Geburten pro Frau lag 2022 statistisch bei 1,6, die der Region Europa und Zentralasien betrug 1,7. Die Lebenserwartung der Einwohner Nordmazedoniens ab der Geburt lag 2022 bei 74,4 Jahren (Frauen: 76,7, Männer: 72,2).
Nordmazedonien hat eine ziemlich ausgeglichene Altersstruktur in seiner Gesellschaft. Die Bienenstockform ist sehr ausgeprägt, das heißt, dass jede Altersstufe bis zum 59. Lebensjahr den etwa gleichen Anteil an der Gesamtbevölkerung hat, obschon die jüngeren Menschen zwischen 0 und 29 Jahren ein wenig überwiegen. Im Jahr 2023 waren 15,9 Prozent der Bevölkerung unter 15 Jahre, während der Anteil der über 64-Jährigen 15,1 Prozent der Bevölkerung betrug.
Die Bevölkerungsdichte liegt bei etwa 78 Einwohnern pro Quadratkilometer und ist damit auf der gleichen Höhe wie Griechenland und Kroatien (siehe hierzu Liste der Staaten der Erde). Die dichtesten von Menschen bewohnten Regionen sind der obere Lauf des Flusses Vardar, also die Regionen zwischen Gostivar, Tetovo, Skopje, Kumanovo und Veles. Zu den weiteren Gebieten, die relativ stark bevölkert sind, zählen die Ebenen um Struga, Ohrid, Prilep, Bitola, Štip und Strumica.

### Bevölkerungsstruktur

Die 80 Opštini (Gemeinden) Nordmazedoniens mit der Ethnie, welche die Mehrheit der Einwohner stellt. Nach Angaben der Volkszählung 2002:
Mazedonier (65 Opštini)
Albaner (13 Opštini)
Türken (2 Opštini)

Die Bevölkerung Nordmazedoniens ist nicht homogen. Über neun Ethnien leben im Land. Aus diesem Grund gab es in der Vergangenheit, aber auch heute noch Konflikte zwischen den einzelnen Volksgruppen. 2001 entkam das Land knapp einem Bürgerkrieg. Die Volksgruppen leben weitgehend getrennt voneinander und vermischen sich sehr wenig. Beispielsweise gab es nach der offiziellen Statistik im Jahr 2011 7313 Eheschließungen zwischen ethnischen Mazedoniern und 4940 zwischen ethnischen Albanern, aber nur 127, bei denen ein Partner der jeweils anderen Ethnie angehörte.

#### Mazedonier
64,18 Prozent bezeichneten sich in der Volkszählung 2002 als ethnische Mazedonier. In absoluten Zahlen waren das 1.297.981 Personen. Somit bilden sie die Mehrheit in der ethnischen Struktur des Landes. Die Mazedonier leben hauptsächlich im Osten, im Zentrum und im Süden des Landes. Im Westen und Norden bilden sie teilweise die Minderheit. Der Großteil von ihnen gehören dem orthodoxen Christentum an, eine große Minderheit aber zählt sich zum Islam. Diese muslimischen Mazedonier werden auch Torbeschen genannt.

#### Albaner
Die größte Minderheit ist die albanische Volksgruppe, die vor allem in der Westhälfte des Landes und auch im Norden lebt. Sie stellte im Jahr 2002 25,17 Prozent der Gesamtbevölkerung (absolute Zahl: 509.083 Personen). Infolge großer Auswanderung dieser Volksgruppe leben schätzungsweise zwischen 200.000 und 300.000 Albaner im Ausland. Die Albaner in Nordmazedonien sind fast ausnahmslos Gegen, nur im Südwesten des Landes, westlich von Struga, am Prespasee und bei Bitola, gibt es eine toskische Bevölkerung.

#### Türken
Neben diesen beiden großen Volksgruppen gibt es viele andere ethnische Minderheiten, die zusammen knapp über 10 Prozent der Gesamtbevölkerung stellen. Zu diesen Minoritäten zählen auch die Türken. Sie stellten im Jahr 2002 mit 3,85 Prozent die drittgrößte Volksgruppe. In absoluten Zahlen waren das 77.959 Personen. Die türkische Bevölkerung verteilt sich vor allem in den Städten des Westens und der Mitte Nordmazedoniens. In den beiden Gemeinden Plasnica und Centar Župa bilden sie die Mehrheit.

#### Roma
Die Zahl der Roma wurde im Jahr 2002 mit 53.879 angegeben. Das sind 2,66 Prozent der Landesbevölkerung. Andere Quellen berichten von 80.000 bis zu 260.000 Roma in Nordmazedonien. Laut dem Berlin-Institut für Bevölkerung und Entwicklung leben rund 185.000 Roma in Nordmazedonien. Wegen der häufigen Armut unter ihnen leben die Roma meist in Städten, da sie sich dort ein besseres Leben erhoffen. Sie stellen nur in der Opština Šuto Orizari der Hauptstadt Skopje die Mehrheit der Einwohner. Dieser Bezirk ist der einzige auf der ganzen Welt, in der die Roma eine Mehrheit bilden. Der Bürgermeister der Opština, Kurto (Kuco) Duduš, ist Rom.

#### Andere
Zu den kleineren Minoritäten Nordmazedoniens zählen die Serben (1,78 % oder 35.939), die Bosniaken (0,84 % oder 17.018) und die Walachen/Aromunen (0,48 % oder 9695, davon etwa 1000 Meglenorumänen). Daneben existieren mit 1,04 Prozent oder 20.993 Personen noch weitere Minderheiten. Die slawischen Muslime Nordmazedoniens ordnen sich – ungeachtet ihres slawischen Idioms – verschiedenen Gruppen zu, zumeist den Türken, in geringerem Maße auch den Albanern, Mazedoniern und neuerdings den Bosniaken.
Heute lebt offiziell nur eine kleine Anzahl von Bulgaren in Nordmazedonien. So haben sich bei der letzten Volkszählung 2001 nur 1444 als Bulgaren im Land bekannt, obwohl seit dieser Zeit mehr als 100.000 Bürger Nordmazedoniens aufgrund ihrer Abstammung die bulgarische Staatsbürgerschaft erhalten haben. Bulgaren stellten bis zum Balkankrieg 1912/13 eine der größeren Bevölkerungsgruppen der Region Makedonien, jedoch nahm ihre Zahl durch mehrere Auswanderungswellen und durch staatliche Verfolgung in den Jahrzehnten danach kontinuierlich ab. Es muss aber angemerkt werden, dass sich zu jener Zeit die mazedonische Nation im Ausbildungsprozess befand.
Ab 1918, als das Gebiet der heutigen Republik Nordmazedonien integraler Teil des serbischen Königreiches wurde, wurde die gesamte Bevölkerung vom Staat als Südserben betrachtet und bulgarische Bildungs- und Kulturinstitutionen geschlossen. Nach dem Zweiten Weltkrieg wurden in der Sozialistischen Republik Mazedonien mit dem Gesetz zum Schutz der mazedonischen nationalen Ehre, die Selbstbestimmung und Bezeichnung der Bulgaren und der Gebrauch der bulgarischen Sprache verboten und unter Strafe gestellt. Durch die starken Repressionen in der Zeit des Kalten Kriegs und den während Titos Regierungszeit verbreiteten behördlichen Hass wurden antibulgarische Ressentiments ein wichtiger Bestandteil des mazedonischen Nationalismus. Damit sollte nicht zuletzt die Promulgation der neuen mazedonischen Nation auf Kosten der Bulgaren unterstützt werden. Noch heute sind Personen in Nordmazedonien, die sich öffentlich zu den eigenen bulgarischen Wurzeln bekennen, staatlichen Schikanen, Arbeitslosigkeit, Anfeindungen seitens der Öffentlichkeit und Medien, Druck der Sicherheitskräfte und Shitstorm in den sozialen Netzwerken ausgesetzt. Vereinigungen und Kulturzentren von Bulgaren im Land werden regelmäßig attackiert und deren Schließung von den Parteien VMRO-DPMNE und Levica gefordert. So sprach sich Hristijan Mickoski, Führer der VMRO-DPMNE, im Oktober 2022 für die Schließung aller bulgarischen Kulturzentren und Vereinigungen aus, da „ihre Präsenz eine Provokation für die mazedonische Identität“ sei.
Ende Januar 2023 wurden die Attacken gegenüber den Bulgaren und deren Institutionen im Land, die anti-bulgarische Kampagne und die Hassreden nordmazedonischer Politiker vom Hohen Vertreter der EU für Außen- und Sicherheitspolitik Josep Borrell verurteilt und im September in dem Bericht der Europäischen Kommission gegen Rassismus und Intoleranz für das Land aufgelistet.

### Sprachen
Mazedonisch ist Amtssprache und zugleich die am meisten verbreitete Sprache.
Im Januar 2018 verabschiedete das Parlament ein Gesetz, mit dem Albanisch landesweit zur zweiten Amtssprache wurde. Albanisch, mit der zweitgrößten Anzahl an Muttersprachlern, galt bereits in einigen Gemeinden als zweite Amtssprache; zudem haben einige Staatsorgane Albanisch neben Mazedonisch als Arbeitssprache eingeführt, wie beispielsweise das Parlament.
Daneben wird regional auch Türkisch, Romani und Serbisch gesprochen. Die Türken genießen einige Minderheitenrechte und dürfen – wie alle Ethnien – in Gemeinden, in denen mindestens 20 Prozent der Einwohner ihrer Ethnie angehören, Türkisch als Amtssprache festlegen.
Viele Angehörige der Roma haben die Sprache des jeweiligen Wohngebietes übernommen.

### Religion

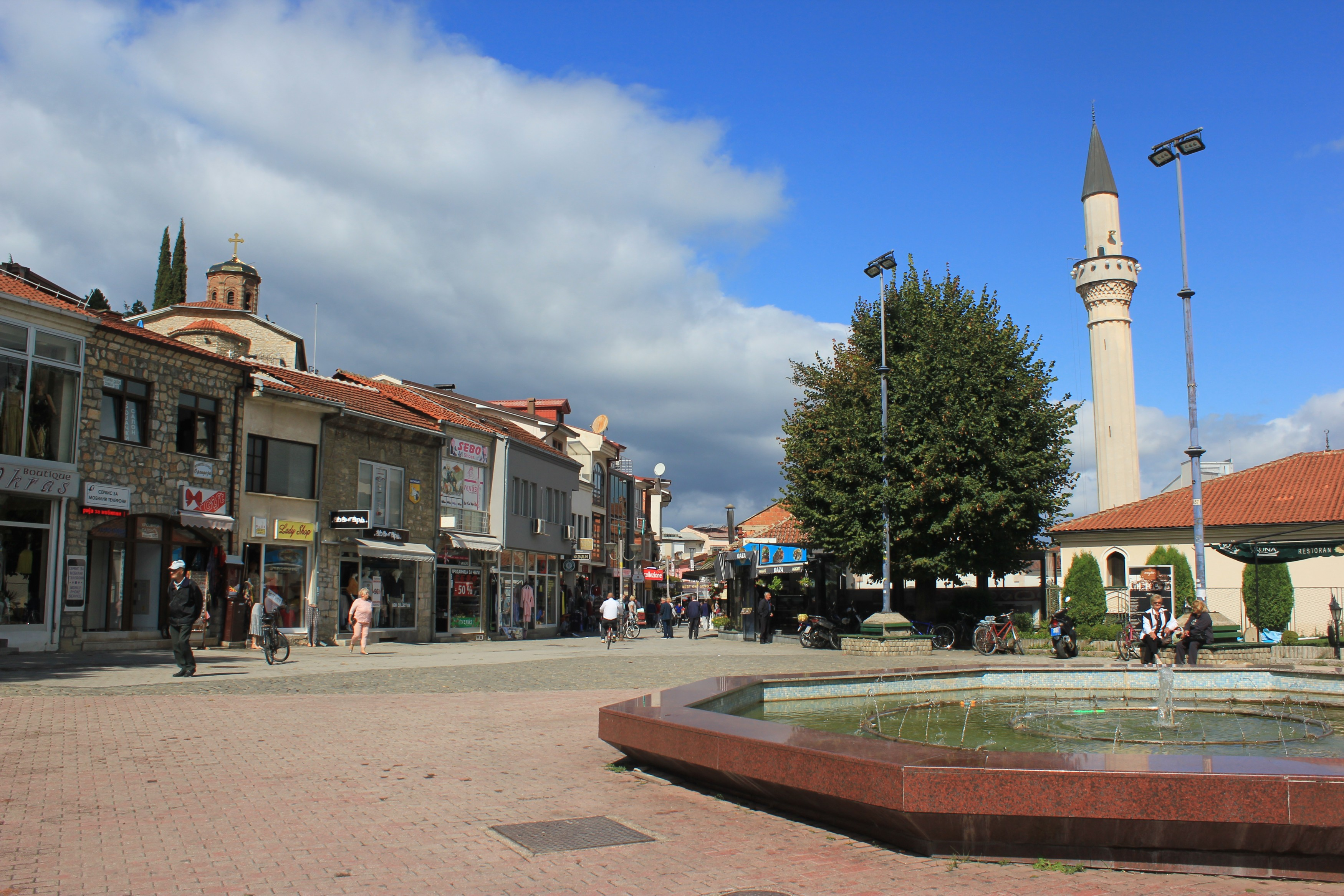
Kirche und Moschee in unmittelbarer Nachbarschaft, wie hier in Ohrid, sind in vielen Landesteilen anzutreffen.

Das Orthodoxe Christentum und der Islam prägen zusammen seit Jahrhunderten das Gebiet des heutigen Nordmazedoniens. Mit der Eroberung der Region durch die sunnitischen Osmanen verbreitete sich auch deren Religion. Die Gründe der Konversion vieler Menschen zum neuen Glauben während vieler Jahrhunderte mochten unterschiedlich sein: Sympathie, Befreiung von Steuern, bessere Stellung in der Gesellschaft, Karriere in Verwaltung und Militär usw. Viele Muslime aus Nordmazedonien sind beim Abzug der Osmanen in die Türkei ausgewandert (freiwillig oder auch vertrieben). Die Auswanderung dauerte bis zum Ende des 20. Jahrhunderts an. Die meiste Zeit über lebten die Anhänger beider Religionen friedlich miteinander. Mit dem Aufkommen des Nationalismus und der wiederholten Eroberung durch die Serben im 20. Jahrhundert verschlechterten sich zunehmend die Beziehungen. Während der Zugehörigkeit zum sozialistischen Jugoslawien wurde die Religion gezielt aus der Öffentlichkeit verdrängt und das religiöse Bekenntnis verlor für viele Menschen an Wichtigkeit. Seit der Unabhängigkeit ist die Rolle der Religion als identitätsstiftendes Element wieder gestiegen und es nahmen zudem nationalistische Übergriffe auf Kirchen und Moscheen immer mehr zu.
Bei der Volkszählung von 2002 waren 64,8 Prozent der Bevölkerung orthodoxe Christen, von denen sich die Mehrheit zur Mazedonisch-Orthodoxen Kirche bekannte. Der Islam war mit 33,3 Prozent vertreten; die große Mehrheit davon Sunniten. Weitere 1,5 Prozent gehörten anderen Religionsgemeinschaften an, wie beispielsweise der römisch-katholischen Kirche.
Der letzten Volkszählung aus dem Jahre 2021 zufolge sind 46,14 % orthodoxe Christen; 13,21 % gaben an, christlichen Glaubens zu sein, ohne sich jedoch einer spezifischen christlichen Gemeinschaft zuzuordnen. Weiterhin sind 0,37 % katholisch und 0,07 % Protestanten. 32,47 % identifizieren sich als Muslime.  Atheisten machen 0,02 % der nordmazedonischen Bevölkerung aus; Agnostiker sind mit einem Anteil von 0,11 % etwas häufiger vertreten.

### Auswanderung
Nordmazedonien ist ein typisches Auswanderungsland. Erste große Auswanderungswellen fanden in dem Zeitraum zwischen 1912 und 1944 statt, als Bulgaren und Türken die Region verließen, nachdem sie dem Königreich Jugoslawien zugesprochen worden war. Nach dem Zweiten Weltkrieg, im föderativen System Jugoslawiens, war die neu gegründete Sozialistische Teilrepublik Mazedonien neben dem Kosovo, als Resultat von Auswanderung, Militarisierung und fehlenden Investitionen in den Jahren zuvor, die wirtschaftlich rückständigste. Dies führte vor allem dazu, dass während der 1970er Jahre zahlreiche Gastarbeiter (vor allem Angehörige der albanischen Volksgruppe) nach Mitteleuropa (Schweiz, Deutschland und Österreich) emigrierten, um dort den Lebensunterhalt ihrer Familie zu verdienen. Nach der Unabhängigkeit folgten die Familien oftmals ihren Familienoberhäuptern, dies vor allem in den 1990er Jahren. Laut einer Schätzung leben etwa 200.000 bis 300.000 Mazedonier albanischer Abstammung im Ausland. Die Zahl der slawischen Mazedonier im Ausland ist dagegen wesentlich niedriger.

## Geschichte

### Die Mazedonien-Frage

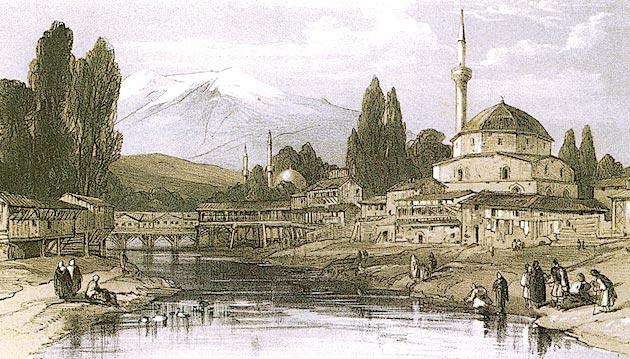
Ansicht von Monastir (Manastır) (heutiges Bitola), Aquarell von Edward Lear, 19. Jahrhundert

Im Jahr 1465 gab es erste Aufstände gegen das Osmanische Reich, weitere folgten in den Jahren 1565, 1689 und 1876. Am 3. März 1878 trat der Frieden von San Stefano in Kraft, der den Russisch-Osmanischen Krieg beendete. Laut Abkommen fiel die Region vom heutigen Nordmazedonien bis nach Thessaloniki an Bulgarien. Nach dem Berliner Kongress 1878 fiel das Gebiet jedoch wieder an das Osmanische Reich, und eine Folge von Aufständen erschütterte viele Städte. Die Albaner organisierten sich in der im selben Jahr gegründeten Liga von Prizren. Bei den Bulgaren war der Kresna-Raslog-Aufstand von Bedeutung. Ende des 19. Jahrhunderts entstand zunehmender Widerstand gegen die osmanische Herrschaft, und zugleich nahmen die benachbarten Nationalstaaten Bulgarien, Serbien und Griechenland Einfluss. Es folgte bei den Bulgaren die Gründung der Bulgarischen Makedonien-Adrianopeler Revolutionären Komitees (BMARK), 1919 entstand die Innere Mazedonische Revolutionäre Organisation (IMRO).

### Vom Balkankrieg bis zum Ende des Kalten Krieges

Die Grenzverhältnisse auf dem Balkan 1912 vor Ausbruch der Balkankriege

Flagge der Sozialistischen Republik Mazedonien (1944–1991)

Am 2. August 1903 brach der Ilinden-Aufstand aus, der von der BMARK organisiert wurde. In den Jahren 1912 und 1913 wurden die Balkankriege geführt, die das Ende der osmanischen Herrschaft zur Folge hatten. Die geographische Region Makedonien wurde zwischen Griechenland, Serbien und Bulgarien aufgeteilt. Der serbische Teil Makedoniens wurde daraufhin zu Südserbien umbenannt und die Bevölkerung wurde als Südserben betrachtet. Zusätzlich wurden alle bulgarischen Institutionen geschlossen, probulgarische Einwohner der Region verfolgt und Diskriminierungen ausgesetzt sowie die westbulgarischen Dialekte als Teil der serbischen Sprache proklamiert (siehe Panserbismus). Damit wandelte sich die anti-osmanische Bewegung in eine anti-serbische um. So brachen 1913 die von der BMARK geführten Ohrid-Debar-Aufstand und Tikveš-Aufstand aus, und 1934 wurde mit ihrer Hilfe der jugoslawische König Alexander I. ermordet. Albanische Nationalisten forderten ihrerseits die Vereinigung aller von Albanern besiedelten Gebiete (Großalbanien). Bei der Pariser Friedenskonferenz 1919 konnten sie die Eingliederung der mehrheitlich albanischen Gebiete an Albanien jedoch nicht erreichen.
Während des Ersten Weltkrieges war Vardar-Mazedonien seit Ende 1915 von Bulgarien besetzt, im Grenzgebiet zu Griechenland verlief die Salonikifront. Bei der personellen Besetzung der Administration stützte sich Bulgarien auf die vorhandenen Strukturen der BMARK. So übernahmen vielerorts sowohl lokale Komitadschis der BMARK, die zuvor gegen die serbische Herrschaft gekämpft hatten, als auch zurückkehrende Emigranten (siehe Makedonische Bulgaren) zentrale Posten in der bulgarischen zivilen und militärischen Administration. Zwischen 1918 und 1941 war Vardar-Mazedonien Teil des Königreich Jugoslawiens. Dieses führte zur Reaktivierung des antiserbischen Kampfes, seit 1919 durch die neugegründete IMRO, die großenteils auf Strukturen der BMARK zurückgriff, so dass zeitweise bis zu 70 Prozent der jugoslawischen Gendarmerie in Vardar-Mazedonien stationiert waren. Von 1929 bis 1941 bildete das heutige Nordmazedonien zusammen mit Teilen des südlichen Serbiens aufgrund innenpolitischer Zwistigkeiten administrativ die Vardarska banovina (Banschaft Vardar).

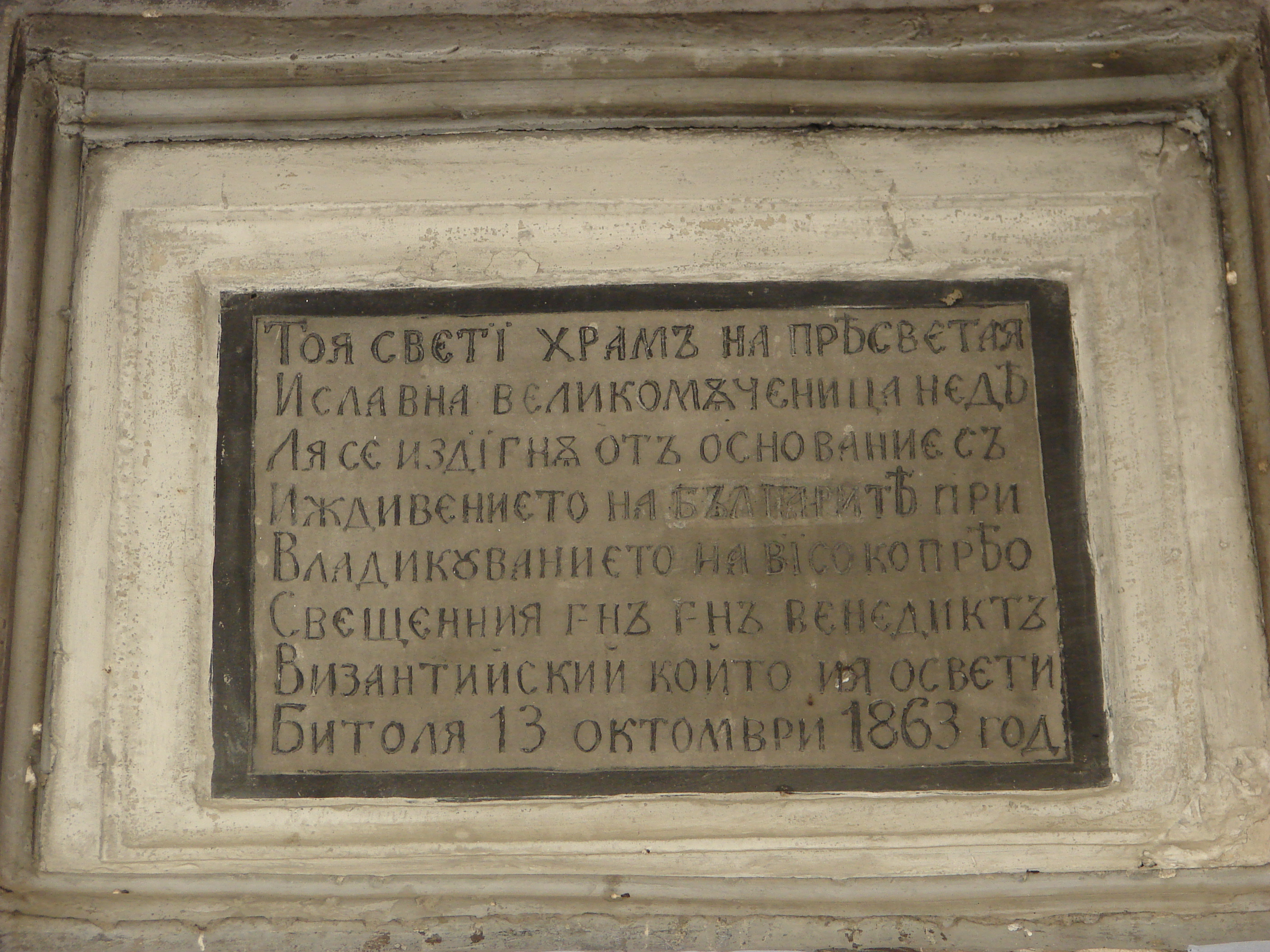
Stifterinschrift der St.-Nedelja-Kirche in Bitola, in der das Wort Bulgaren wegradiert wurde

Als der Jugoslawische Putsch vom März 1941 den Balkanfeldzug nach sich zog und Makedonien von der Wehrmacht besetzt wurde, befahl Adolf Hitler die Überlassung der Verwaltung großer Teile Makedoniens an Bulgarien. Die bulgarische Administration während des Zweiten Weltkrieges stützte sich auf die vorhandenen Strukturen der IMRO und zurückkehrende Emigranten. 1943 erkannten die kommunistischen Partisanen Jugoslawiens (ohne Vertreter aus Mazedonien) die Existenz einer eigenständigen mazedonischen Nation an und planten die Errichtung einer „Republik Makedonien“ in einem zukünftigen föderalen Jugoslawien. Am 2. August 1944 fand die erste Sitzung der mazedonischen Kommunisten (ASNOM) im serbischen Kloster des Heiligen Prochor Pčinjski statt. Am selben Tag erfolgte die Gründung der jugoslawischen sozialistischen Teilrepublik Mazedonien. In der realsozialistischen Ära wurde die weitere Nationsbildung der Mazedonier und damit die stärkere Abgrenzung von Serben und vor allem Bulgaren auf sprachlicher, kultureller und politischer Ebene massiv gefördert. Personen und Entwicklungen, die zuvor als bulgarisch gegolten hatten, wurden als Teil der mazedonischen Geschichte umgedeutet.
Die volle rechtliche, wirtschaftliche und gesellschaftliche Gleichberechtigung der Geschlechter und damit das aktive und passive Frauenwahlrecht wurden erstmals in der Verfassung von 1946 garantiert.
Im Jahr 1963 erschütterte ein Erdbeben die Stadt Skopje.

### Staatsgründung und erste Jahre nach der Unabhängigkeit

Flagge von 1992 bis 1995 mit dem umstrittenen Stern von Vergina

Im September 1991 erklärte die Republik ihre staatliche Unabhängigkeit infolge des Zerfalls Jugoslawiens. Bulgarien erkannte am 15. Januar 1992 als erstes Land die Republik Mazedonien (amtlich Republik Mazedonien bzw. Republik Makedonien; mazedonisch Република Македонија Republika Makedonija, albanisch Republika e Maqedonisë) unter deren verfassungsgemäßem Namen an. Auf Grund des Namens- und Symbolstreits mit dem südlichen Nachbarn Griechenland wurde der Staat international häufig als ehemalige jugoslawische Republik Mazedonien (EJRM; englisch former Yugoslav Republic of Macedonia, abgekürzt FYROM) bezeichnet, um eine offizielle Benennung zu vermeiden. Im April 1993 wurde der Staat in die Vereinten Nationen aufgenommen. Gleichzeitig erfolgte eine konkludente Anerkennung durch die meisten EG-Staaten. 1999 nahm das Land tausende albanische Flüchtlinge aus dem Kosovo auf und versorgte sie (Kosovokrieg).
Ab Anfang 2001 kam es vor allem im Nordwesten des Landes zu bürgerkriegsähnlichen Zuständen, als albanische Guerilla-Kämpfer einige Dörfer militärisch besetzten und sich Kämpfe mit Polizei und Armee lieferten. Ihr Ziel war eine Erlangung stärkerer Minderheitenrechte. Im August 2001 wurde das Rahmenabkommen von Ohrid geschlossen, das eine Entwaffnung der paramilitärischen Gruppen beinhaltete und mehr Rechte für die albanische Volksgruppe in Nordmazedonien bereithielt.
2004 trat das Stabilisierungs- und Assoziierungsabkommen (SAA) mit der Europäischen Union in Kraft. Im Dezember 2005 wurde dem Land der Status eines offiziellen EU-Beitrittskandidaten verliehen. Die Chronologie der Beziehungen zwischen Nordmazedonien und der EU beginnt 1996 mit der Einsetzung des ersten Vertreters Nordmazedoniens in Brüssel.

### Gruevski: Konservative in der Regierung
Am 5. Juli 2006 fanden Parlamentswahlen statt. Sieger wurde mit rund 32 Prozent der abgegebenen Stimmen die Koalition Für ein besseres Mazedonien, die von der christdemokratischen VMRO-DPMNE angeführt wurde. Die bisher regierenden Sozialdemokraten erreichten mit ihren Bündnispartnern nur 23 Prozent. Das Bündnis der beiden großen Albanerparteien erreichte 12 Prozent. Neuer Ministerpräsident wurde der Vorsitzende der VMRO-DPMNE Nikola Gruevski. Am 14. März 2008 schied die bis dahin mitregierende Albanische Demokratische Partei (albanisch Partia demokratike shqiptare, kurz PDSH) aus der bestehenden Koalition aus. Sie begründete dies einerseits mit der Weigerung der stärksten Partei VMRO-DPMNE, den im Februar 2008 als unabhängig ausgerufenen Staat Kosovo anzuerkennen, andererseits mit der schleppenden Verabschiedung vereinbarter Gesetze zur Stärkung der Rechte der albanischen Minderheit. Vorerst blieb aber Ministerpräsident Nikola Gruevski im Amt und führte nun eine Minderheitsregierung. Diese Situation führte schließlich am 12. April 2008 zur Auflösung des Parlaments. Daraufhin wurden vorgezogene Neuwahlen für den 1. Juni 2008 anberaumt. Die Neuwahlen wurden überschattet von Gewaltausbrüchen, die mindestens einen Menschen das Leben kosteten. Bei den vorgezogenen Parlamentswahlen im Juni 2011 wurde die Regierung für eine dritte Legislaturperiode bestätigt.
Am 3. April 2008 nahm Nordmazedonien mit einer Delegation am NATO-Gipfel in Bukarest teil. Die Delegation erhoffte eine Einladung zum Militärbündnis, die aber wegen eines Vetos von Griechenland aufgrund des immer noch dauernden Namensstreites nicht ausgesprochen wurde.

### Politische Krise 2015–2017
Ab Februar 2015 veröffentlichten der Parteivorsitzende der Sozialdemokratische Liga Mazedoniens (SDSM), Zoran Zaev, und seine Parteikollegen auf Pressekonferenzen politisch und strafrechtlich brisante Inhalte, welche die Regierungspolitik der VMRO-DPMNE mit ihrem Vorsitzenden und aktuellen Ministerpräsidenten Nikola Gruevski diskredititierten. Es wurden Telefonate zwischen VMRO-DPMNE-Mitgliedern abgehört, in denen sie sich rassistisch gegenüber der albanischen Minderheit äußerten. In weiteren Enthüllungen wird der Regierung Korruption und Beeinflussung der Justiz vorgeworfen. Alle Informationen wurden der Staatsanwaltschaft übergeben, die aber bisher noch keine Anklage erhoben hat.
Am 9. und 10. Mai 2015 war ein großes Aufgebot von Sicherheitskräften in Schießereien im mehrheitlich von Albanern besiedelten Stadtteil Lagjja e Trimave von Kumanovo verwickelt. Eine zunächst anonym gegen nordmazedonische Sicherheitskräfte agierende Gruppe wurde am zweiten Tag der Auseinandersetzungen von der Regierung als „terroristisch“ bezeichnet. Während die Wohnbevölkerung in absoluter Ungewissheit über die Geschehnisse war, wurden wichtige Straßenverbindungen zur Stadt und die nahe Autobahn A1 blockiert beziehungsweise geschlossen. Zeitweise war der nahe Grenzübergang Tabanovce zu Serbien gesperrt. Mehrere Zivilisten wurden verhaftet, auch Kinder, Alte und Frauen. Am 10. Mai beruhigte sich die Lage wieder; die Schießereien hörten auf und zuvor aus dem Stadtteil evakuierte Bewohner durften am Abend wieder in ihre Wohnungen zurückkehren. In einem vom mazedonischen Innenministerium veröffentlichten Video treten die Täter mit UÇK-Uniformen auf. Eine albanischsprachige Zeitung veröffentlichte zudem eine „Erklärung“ einer sich als UÇK bezeichnenden Gruppierung. Bei den Kämpfen kamen acht Polizisten und 14 bewaffnete Gruppenmitglieder ums Leben. 37 Sicherheitskräfte wurden verletzt. Zudem kapitulierten rund 30 bewaffnete „Terroristen“ und wurden verhaftet. Währenddessen rief die mazedonische Regierung für den 10. und 11. Mai die Staatstrauer aus.
Ab 2015 wurde Nordmazedonien zu einem Brennpunkt der Flüchtlingskrise auf der Balkanroute, in der befremdlichen Situation, dass hier die Migranten an der griechischen Grenze versuchten, illegal die EU zu verlassen, um dann über Ungarn oder Kroatien wieder einzureisen. Für das kleine Land war der massive Migrationsdruck aus der Union heraus besonders schwierig, und es gab anfangs kaum Unterstützung durch die EU. Mit der Eskalation der Lage Ende des Sommers 2015 wurde zeitweise der Notstand ausgerufen, und es kam zu Tumulten. Ende des Jahres wurde nach ungarischem Vorbild ein Grenzzaun errichtet, danach verringerte sich die Zahl der Durchreisenden erheblich. Bei der Kontingentierung der Übertrittszahlen nach der Westbalkankonferenz im Februar 2016 (Österreichische Initiative) kam es durch den Rückstau abermals zu Krawallen.
Nach einer Vermittlung seitens des EU-Nachbarschaftskommissars Johannes Hahn Anfang Juni 2015 einigten sich die Chefs der vier größten Parteien auf vorgezogene Parlamentsneuwahlen am 24. April 2016. Die geplanten Wahlen wurden jedoch auf den 5. Juni 2016 verschoben und Mitte Mai schließlich abgesagt, da notwendige Vorbereitungen immer noch nicht getroffen waren: So hatte sich außer der VMRO-DPMNE keine Partei zur Wahl aufstellen lassen, wodurch ein Wahlkampf und eine faire Wahl unmöglich waren und Wahllisten waren immer noch veraltet.

### Neuwahlen 2016 und Neuanfang in der Politik
Am 11. Dezember 2016 fanden schließlich Neuwahlen statt, die die politische Krise Nordmazedoniens jedoch nicht beenden konnten. Es kam zu einem dichten Kopf-an-Kopf-Rennen der beiden Großparteien. Die konservative VMRO-DPNE erhielt 38,06 % der Stimmen und 51 Parlamentssitze, die sozial-demokratische SDSM 36,7 % und damit 49 Parlamentssitze. Für eine sichere Mehrheit wurden 62 Sitze benötigt. Die Regierungsbildung gestaltete sich schwierig, da es zu keiner Einigung in Koalitionsverhandlungen zwischen VMRO-DPNE und DUI kam. Am 29. Januar sollte die Regierungsbildung abgeschlossen sein. Dazu kam es jedoch nicht und nach Verstreichen einer 10-tägigen Frist musste der Regierungsbildungsauftrag laut Verfassung an den Zweitplatzierten weitergegeben werden. Nach Verhandlungen zwischen SDSM und BDI zeichnete sich die Regierungsbildung durch die ehemalige Opposition ab. Die Abgeordneten der VMRO-DPNE versuchten das Parlament durch Dauerreden lahmzulegen und so eine Regierungsbildung zu verhindern. Als Talat Xhaferi (BDI) zum neuen Parlamentspräsidenten gewählt wurde, stürmten Anhänger von Nikola Gruevski am 27. April das Parlament und griffen die Abgeordneten der SDSM und BDI an, dabei wurde auch der designierte Ministerpräsident Zoran Zaev am Kopf verletzt. Am 31. Mai wurde Zoran Zaev vom Parlament zum neuen Regierungschef gewählt.
Nach erheblichen Verlusten seiner sozialdemokratischen Partei SDSM bei der landesweiten Kommunalwahlen am 17. Oktober 2021, bei der sich Zaev, Nikola Dimitrov und weitere Führungspolitiker der SDSM anti-bulgarischer Ressentiments der Kommunismuszeit bedienten, kündigte Zaev – wie von ihm für diesen Fall angekündigt – am Abend der am 31. Oktober erfolgten Stichwahlen den Rücktritt von seinen Ämtern als Ministerpräsident und Parteivorsitzender an. Da Zaev seinen Rücktritt bis zum 8. November nicht ins Parlament einbrachte, brachte die größte oppositionelle Partei VMRO-DPMNE ein Misstrauensvotum ein. Am Tag darauf entschied die SDSM-Parteiführung, die Rücktritte Zaevs als Ministerpräsident und Parteivorsitzender zu verschieben, um die Mehrheit der Partei im Parlament nicht zu gefährden.

## Staat und Politik
| Amtsträger in der Exekutive |
| --- |
| - Staatspräsidentin: Gordana Siljanovska-Davkova - Ministerpräsident: Hristijan Mickoski (VMRO-DPMNE) - Stellvertretende Ministerpräsidenten: - Artan Grubi - Fatmir Bytyqi - Bojan Maricic - Slavica Grkovska - Finanzminister: Fatmir Besimi - Außenminister: Bujar Osmani (BDI) - Verteidigungsministerin: Slavjanka Petrowska - Innenminister: Oliver Spasovski (SDSM) - Justizminister: Nikola Tupancheski - Minister für Transport und Kommunikation: Blagoj Bochwarski - Wirtschaftsminister: Kreshnik Bekteshi - Landwirtschaftsminister: Ljupčo Nikoloski (SDSM) - Gesundheitsminister: Bekim Sally - Bildungsminister: Jeton Shaqiri - Minister für Informationsgesellschaft und Verwaltung: Admirim Aliti - Minister für lokale Selbstverwaltung: Goran Milevski - Kulturministerin: Bisera Kostadinovska Stojcevska - Arbeits- und Sozialministerin: Jovana Trenchevska - Umweltminister: Nasser Nuredini - Minister für ausländische Investitionen: Bill Pavleski - Minister ohne Geschäftsbereich: Xhemail Cupi |
| Staatspräsidenten seit 1991 (mit Parteizugehörigkeit vor Wahl) |
| - 1991–1999: Kiro Gligorov (SDSM) - 1999 (kommissarisch): Savo Klimovski (DA) - 1999–2004: Boris Trajkovski (VMRO-DPMNE) - 2004 (kommissarisch): Ljupčo Jordanovski (PSD) - 2004–2009: Branko Crvenkovski (SDSM) - 2009–2019: Gjorge Ivanov (VMRO-DPMNE) - seit 2019: Stevo Pendarovski (SDSM) |
| Ministerpräsidenten seit 1991 |
| - 1991–1992: Nikola Kljusev (unabhängig) - 1992–1998: Branko Crvenkovski (SDSM) - 1998–2002: Ljubčo Georgievski (VMRO-DPMNE) - 2002–2004: Branko Crvenkovski (SDSM) - 2004: Hari Kostov (SDSM) - 2004–2006: Vlado Bučkovski (SDSM) - 2006–2016: Nikola Gruevski (VMRO-DPMNE) - 2016–2017: Emil Dimitriev (VMRO-DPMNE) - 2017–2020: Zoran Zaev (SDSM) - 2020: Oliver Spasovski (SDSM) - 2020–2022: Zoran Zaev (SDSM) - 2022–2024: Dimitar Kovačevski (SDSM) - 2024: Talat Xhaferi (BDI) - seit 2024: Hristijan Mickoski (VMRO-DPMNE) |

### Verfassung
Nordmazedonien ist eine Republik mit dem Regierungssystem einer parlamentarischen Demokratie. Die Verfassung wurde maßgeblich vom deutschen Präsidenten des Bundesverfassungsgerichts und späterem Bundespräsidenten Roman Herzog und dem französischen Präsidenten des Verfassungsrats, dem ehemaligen Justizminister Robert Badinter, ausgearbeitet und am 17. November 1991 vom mazedonischen Parlament verabschiedet. Seither schrieb man sie einige Male fort: so 1992, um ausdrücklich zu erklären, dass das Land keine territorialen Ansprüche gegenüber Nachbarstaaten erhebt und nicht in die Souveränitätsrechte anderer Staaten oder in ihre internen Angelegenheiten eingreift (im Zusammenhang mit den Verhandlungen mit Griechenland wegen des Streits um den Namen des Landes und seine internationale Anerkennung) und 2001 zwecks Einführung eines verfassungsrechtlichen Rahmens für die Umsetzung des Rahmenabkommens von Ohrid vom 13. August 2001 (Status der albanischen Sprache).

### Legislative
Die Legislative wird verfassungsgemäß vom Parlament (mazedonisch Собрание Sobranie, albanisch Kuvendi) übernommen. Die maximal 123 Abgeordneten werden durch allgemeine Direktwahl für eine Legislaturperiode von vier Jahren gewählt.

### Exekutive
Exekutive Aufgaben übernehmen die Regierung (maz. Vlada Влада; alb. Qeveria) und der Präsident (maz. Pretsedatel Претседател; alb. Kryetari i Shtetit). Die Regierung wird durch den Ministerpräsidenten (maz. Pretsedatel na Vladata Претседател на Владата; alb. Kryeministri) geleitet. Dieser geht als vom Präsident erwählter Kandidat ins Parlament, wo er die Mehrheit der Stimmen erreichen muss, um eine Regierung zu bilden. Staatsoberhaupt ist der Präsident, der vor allem repräsentative Aufgaben hat. Er wird vom Stimmvolk auf fünf Jahre gewählt.

### Parteienlandschaft
Das nordmazedonische Parteiensystem ist durch eine doppelte Polarität gekennzeichnet: einerseits eine ethnisch-nationale (mazedonisch und albanisch) und andererseits eine politische (sozialdemokratisch und konservativ). Das konservative Lager wird jedoch nur von der VMRO-DPMNE vertreten. Ebenfalls ist die VMRO-DPMNE die einzige Partei, die eine enge Anlehnung an den östlichen Nachbarn Bulgarien anstrebt. Die SDSM vertritt das sozialdemokratische Lager. Zu den größten albanischen Parteien gehören (nach Anzahl Parlamentssitze) die BDI, die PDSH und die RDK.

### Politische Indizes
| Name des Index                     | Indexwert    | Weltweiter Rang | Interpretationshilfe | Jahr |
| ---------------------------------- | ------------ | --------------- | --- | ---- |
| Fragile States Index               | 58,1 von 120 | 114 von 179     | Stabilität des Landes: stabil 0 = sehr nachhaltig / 120 = sehr alarmierend Rang: 1 = fragilstes Land / 179 = stabilstes Land | 2024 |
| Demokratieindex                    | 6,28 von 10  | 62 von 167      | Unvollständige Demokratie 0 = autoritäres Regime / 10 = vollständige Demokratie                                              | 2024 |
| Freedom in the World Index         | 67 von 100   | —               | Freiheitsstatus: teilweise frei 0 = unfrei / 100 = frei                                                                      | 2024 |
| Rangliste der Pressefreiheit       | 70,4 von 100 | 42 von 180      | Zufriedenstellende Lage für die Pressefreiheit 100 = gute Lage / 0 = sehr ernste Lage                                        | 2025 |
| Korruptionswahrnehmungsindex (CPI) | 40 von 100   | 88 von 181      | 0 = sehr korrupt / 100 = sehr sauber                                                                                         | 2024 |

### Innenpolitik
Die Innenpolitik ist stark durch den Konflikt zwischen den beiden größten Nationalitäten geprägt, den Mazedoniern und den Albanern. Nordmazedonien hatte auf internationalen Druck im Kosovokonflikt 1999 rund 380.000 Flüchtlinge aus dem Kosovo aufgenommen, was das brüchige ethnische Gefüge im Land für eine Weile änderte. Die meisten kehrten nach Ende des Krieges wieder zurück in ihre Heimat, doch die Situation löste auch Unruhen in der großen albanischsprachigen Bevölkerung in Nordmazedonien aus. Seit dem Frühjahr 2001 verstärkte sich der Konflikt nach der Bildung einer neuen militanten albanischen Organisation (Ushtria Çlirimtare Kombëtare). Durch das Engagement des Präsidenten Boris Trajkovski, der Europäischen Union und der Vereinigten Staaten konnte im Rahmenabkommen von Ohrid vertraglich ein Ausgleich zwischen den Volksgruppen und eine Entwaffnung der militanten Albaner erreicht werden.
Ein wesentlicher Streitpunkt ist unter anderem die gesetzliche Regelung zur Verwendung der albanischen Sprache. Mit dem Rahmenabkommen von Ohrid, das die bewaffneten Auseinandersetzungen im Jahr 2001 beendete, waren die Grundlagen für eine solche gesetzliche Regelung gelegt worden. Nach sieben Jahren wurde ein Gesetz verabschiedet, das Albanisch als (zweite) Amtssprache in den Gemeinden festlegt, in denen mindestens 20 Prozent Albaner leben. Zudem werden alle Unterlagen des Parlaments ins Albanische übersetzt, allerdings finden die Aussprachen im Parlament immer noch nur auf Mazedonisch statt. Nachdem dieses Gesetz zunächst auf große Zustimmung stieß, forderten im Sommer 2009 zwei oppositionelle Albanerparteien die vollständige Gleichberechtigung des Albanischen als Amtssprache im ganzen Land (als Vorbild gilt die Schweiz).
Wegen des Namensstreits verhinderte Griechenland im April 2008 die von Nordmazedonien erwünschte Beitrittszusage der NATO. Es kam zu einer Koalitionskrise und zur Auflösung des Parlaments. Bei der Parlamentswahl am 1. Juni 2008 errang die VMRO-DPMNE mit 48 Prozent der Stimmen die absolute Mehrheit der Mandate, sie regiert zusammen mit dem albanischen Koalitionspartner Demokratische Union für Integration (albanisch Bashkimi demokratik për integrim, BDI), der 10 Prozent der Stimmen erhielt. Der bisherige Koalitionspartner der VMRO-DPMNE, die sich ebenfalls als Partei der Albaner verstehende Albanische Demokratische Partei (albanisch Partia demokratike shqiptare, PDSH), ging in die Opposition. Das Parlament wählte am 26. Juli 2008 Nikola Gruevski wieder zum Ministerpräsidenten.

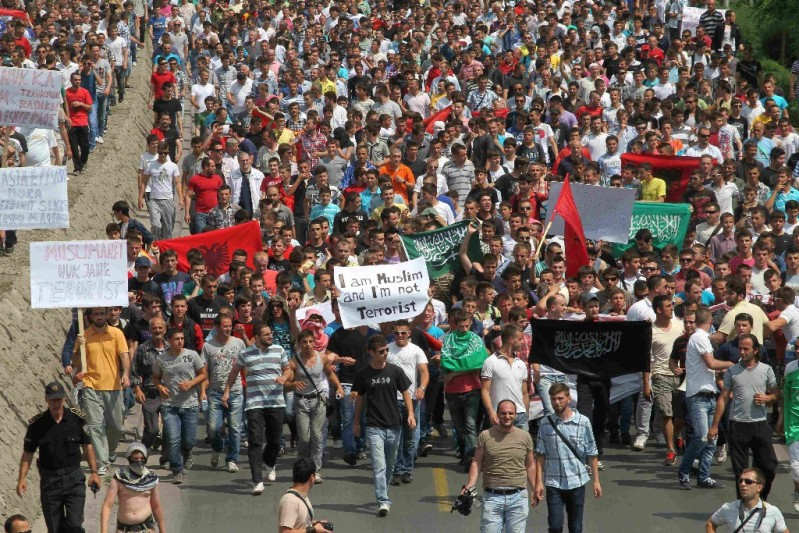
Proteste in Nordmazedonien im Jahr 2012

Immer wieder kommt es auf beiden Seiten zu gewalttätigen Übergriffen und Sabotage-Akten auf Moscheen und orthodoxe Kirchen. In der Region von Struga flammte der Konflikt auf, nachdem sich beim Karneval im Dorf Vevčani die Umziehenden mit Kostümen, Gesten und Parolen über den Islam und seine Bräuche in dieser Region lustig gemacht hatten. Am Abend des 30. Januar 2012 wurde die orthodoxe Dorfkirche des Heiligen Nikolaus Drimeni im ethnisch gemischten Ort Labuništa im Brand gesetzt. Einige Zeugen berichteten, dass ethnische Mazedonier das Feuer gelegt hätten. Die muslimische Gemeinschaft reagierte am folgenden Tag mit einem friedlichen Protest in der Innenstadt von Struga, an dem über eintausend Menschen teilnahmen. Der Mufti und der Bürgermeister der Gemeinde Struga, die beide zugegen waren, verurteilten die Aktionen in Vevčani.
Im Januar 2012 entflammte wieder eine Serie von Propaganda-Aktivitäten, als Umziehende beim Karneval in Vevčani sich über den Islam lustig machten.
Am 31. Januar 2012 wurde an eine Moscheewand in Bitola ein Graffiti mit der Aufschrift „Tod den Albanern“ gemalt. Am selben Abend zündeten albanische Extremisten in einem Dorf in der Nähe von Tetovo eine orthodoxe Kirche an, sie blieb jedoch von einem gänzlichen Abbrennen verschont, nachdem albanische Dorfbewohner und die örtliche Feuerwehr zum Löschen eintrafen.

### Außenpolitik

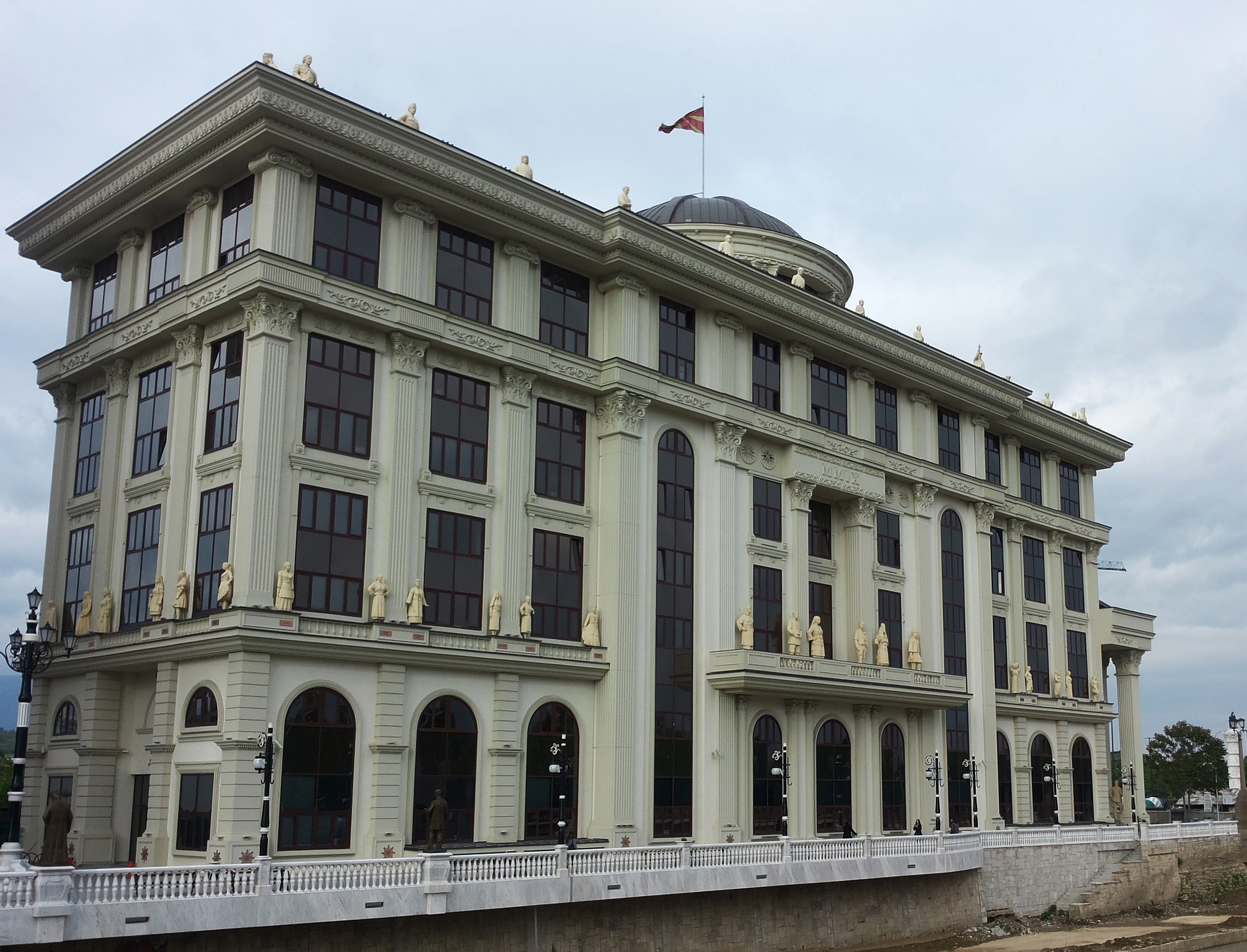
Außenministerium in Skopje

Die Außenpolitik Nordmazedoniens ist stark durch die Bemühungen geprägt, Mitglied der Europäischen Union zu werden. Allerdings widersetzte sich der Nachbar Griechenland der Aufnahme Nordmazedoniens unter dem Namen „Republik Mazedonien“. Kennzeichnend ist das Verfolgen innenpolitischer Ziele durch außenpolitische Mittel, was insbesondere eine Folge des nach 1945 mit Erfolg betriebenen Projekts der mazedonischen Nationenbildung ist. So nutzen fast alle Parteien das Thema der „großbulgarischen Aspirationen“ und die bulgarische Besatzungsherrschaft von 1941 bis 1944 (in der die VMRO die Verwaltung in der Region stellte) als ein Mittel, um die Macht der nationalistischen VMRO-DPMNE in Grenzen zu halten.
Einer der Gründe war die Verfassung von Nordmazedonien: In Artikel 49 wurde erklärt, dass sich die Republik für den Status und die Rechte der Mazedonier in den Nachbarländern einsetzt, einschließlich der ehemaligen mazedonischen Volksgruppen (Expatriats). Dieser Artikel verpflichtete Nordmazedonien, alle Mazedonier in ihrer kulturellen Entwicklung zu fördern und ihre Bindungen an die alte Heimat zu fördern. Griechenland interpretierte dies als Ermutigung zum Separatismus gegenüber seiner Minderheit der mazedonischen Slawen und befürchtete potenzielle territoriale Ansprüche durch Nordmazedonien. Nach einer Handelsblockade durch Griechenland änderte Nordmazedonien seine Verfassung und erklärt nun ausdrücklich, dass es keine territorialen Ansprüche gegenüber den Nachbarstaaten hat. Ebenso hat Nordmazedonien aufgrund der Handelsblockade seine Flagge geändert, die ursprünglich den sechzehnstrahligen Stern von Vergina (Vergina-Sonne) zeigte, das Symbol des antiken makedonischen Staates.
1980 gab es zwischen dem damaligen Jugoslawien und Bulgarien propagandistische Auseinandersetzungen um den ethnischen Ursprung der Mazedonier. Bulgarien glaubte, sich propagandistisch gegen jugoslawische Ansprüche auf die mazedonische Provinz Bulgariens wehren zu müssen. Es handelte sich aber nur um lokale Propaganda über Radio und Zeitung, die international kaum wahrgenommen wurde. Im Zusammenhang mit diesen Spannungen wurden 1980 auch zwei bulgarische Angler von jugoslawischen Grenzsoldaten an einem Grenzbach erschossen.
Nach der Unabhängigkeit Nordmazedoniens am 15. Januar 1992 erkannte Bulgarien als erstes Land die „Republik Mazedonien“ an, und zwar unter ihrem verfassungsmäßigen Namen. Bulgarien hatte zunächst abgelehnt, die Existenz einer separaten mazedonischen Sprache anzuerkennen. Dies führte bei der Vertragsunterzeichnung zwischen beiden Ländern zu einigen Komplikationen. Bulgarien argumentierte, dass es sich bei der mazedonischen Sprache um eine künstliche Erhebung eines bulgarischen Dialektes handele und sie mit der heutigen bulgarischen Sprache in einem sprachlichen Kontinuum stehe. Bulgarien gibt den Nordmazedoniern das Recht, die bulgarische Staatsbürgerschaft zu erhalten, sofern sie eine bulgarische Herkunft nachweisen können. Davon haben bisher ungefähr 10 Prozent der Berechtigten Gebrauch gemacht, darunter der ehemalige Ministerpräsident Ljubčo Georgievski. Historisch gesehen waren das Gebiet des heutigen Staates Nordmazedonien, seine Bevölkerung, seine Traditionen und seine Sprache eng mit der bulgarischen Geschichte verbunden.
Im April 1994 brachte die nordmazedonische Regierung unter Branko Crvenkovski, den unter Linguisten beider Länder geführten bulgarisch-nordmazedonischen Sprachenstreit auf die politische Agenda, was in der Folge die Beziehung beider Länder hemmte. So besuchte am 13. April 1994 der bulgarische Bildungsminister Marko Todorow Skopje, um ein Protokoll über die Zusammenarbeit zwischen den Bildungsministerien beider Länder zu unterzeichnen. Der Text war im Voraus vereinbart worden, wurde aber im letzten Moment durch die Gastgeber geändert. Die nordmazedonische Seite bestand nun ausdrücklich darauf, dass er die Formulierung mazedonischer und bulgarischer Sprache beinhalten sollte. Der bulgarische Minister weigerte sich und brach seinen Besuch ab. Eine Woche später, am 21. und 22. April, traf eine Delegation aus Nordmazedonien, angeführt vom Präsidenten Kiro Gligorov, in der bulgarischen Hauptstadt Sofia ein, um eine Reihe von bilateralen Abkommen zu unterzeichnen. Auch hier bestand nun die nordmazedonische Seite darauf, dass die Formulierung in mazedonischer und bulgarischer Sprache in den Abkommen explizit erwähnt werden sollte. Aufgrund des Sprachenstreits wurde kein einziges offizielles Dokument unterzeichnet. Die Weigerung der nordmazedonischen Delegation eine Kompromissformel anzunehmen führte dazu, dass der bulgarische Ministerpräsident Ljuben Berow das geplante Treffen mit Kiro Gligorov absagte, was wiederum zu einem politischen Eklat führte.
Im Jahr 1999 legten beide Länder unter Ljubčo Georgievski vorerst ihren Sprachenstreit bei. Bulgarien erkannte die Eigenständigkeit der mazedonischen Sprache an, und Nordmazedonien verzichtete im Gegenzug auf jegliche Einflussnahme auf die mazedonische Minderheit in Bulgarien. Unter den nachfolgenden Regierungen Nordmazedoniens kam es in den Jahren danach dennoch zur weiteren Abkühlung in den Beziehungen beider Länder. So wird das Thema der Anerkennung der Sprache, Identität und nordmazedonischen Geschichtsnarrative immer wieder von nordmazedonischen Politiker aufgegriffen und als zentraler Punkt auf der bilateralen (mit Bulgarien) sowie internationalen Agenda gesetzt. So verabschiedete der Deutsche Bundestag im Juli 2023, auf Drängen der nordmazedonischen Seite, in einen beispiellosen Beschluss (20/7203), in dem er die mazedonische Kultur, Identität und Sprache anerkennt. Ein Freundschafts- und Nachbarschaftsabkommen mit Bulgarien konnte erst 2018 unter der Regierung von Zoran Zaev unterschrieben werden, welches in der nordmazedonischen Öffentlichkeit umstritten ist und von den Oppositionsparteien VMRO-DPMNE und Levica abgelehnt wird.
Wegen des frostigen Verhältnisses der beiden Staaten zueinander kommt auch die grenzübergreifende Zusammenarbeit nicht voran. So entzog Bulgarien (2012 und 2020) Nordmazedonien wegen der fehlenden Zusammenarbeit des Projektes Skopje 2014 und des Umgangs mit der bulgarischen Minderheit in Nordmazedonien die Unterstützung und sprach sich gegen ein konkretes Datum für den Beginn von EU-Beitrittsgesprächen aus. Weiterhin beklagt Bulgarien eine mangelnde Kommunikation Skopjes und wirft den nordmazedonischen Behörden vor, bereits ausgehandelte EU-Projekte nicht umgesetzt zu wollen. Auch der Ausbau des Paneuropäischen Verkehrskorridors VIII wird von mazedonischer Seite immer wieder verschoben. Des Weiteren sprechen Politiker, Wissenschaftler und weitere führende mazedonische Persönlichkeiten von Angehörigen einer „Mazedonischen Minderheit“ in Südwest-Bulgarien, obwohl sich bei der Volkszählung in 2011 nur 1.654 Bewohner (weniger als 1 % der gesamten Bevölkerung) Bulgariens als Mazedonier bekannten.
Serbien sieht seinen südlichen Nachbarn kritisch, weil sich Nordmazedonien von Jugoslawien abspaltete und im Kosovo-Konflikt auf Seiten der NATO stand. Wegen dieser Umstände ist die nordmazedonische Politik vor allem auf Beschwichtigung ausgelegt. Neben einer Heranführung des Landes an einen Beitritt zur Europäischen Union hat das Land wichtige Beziehungen zu den USA hergestellt. So war Nordmazedonien mit einem kleinen Truppenkontingent am Irakkrieg beteiligt. Die US-Regierung erkannte das Land kurz nach den US-amerikanischen Präsidentschaftswahlen im November 2004 daraufhin unter dem Namen „Republik Mazedonien“ an. Dies führte sofort zu einem Eklat in Griechenland und der US-Botschafter in Athen wurde ins griechische Außenministerium einbestellt. Die EU hat allerdings Griechenland zugesichert, dem US-amerikanischen Beispiel nicht folgen zu wollen. Im Oktober 2019 verhinderte ein Veto Frankreichs die Aufnahme von Beitrittsgesprächen mit Nordmazedonien und Albanien.
Albanien verlangt seit der Unabhängigkeit Nordmazedoniens die Wahrung der Rechte der albanischen Minderheit in Nordmazedonien. In Albanien wiederum existiert eine mazedonische Minderheit im Gebiet des Prespa-Sees mit einer mazedonischsprachigen Schule. Die Mazedonier Albaniens sind in einer eigenen politischen Partei organisiert.
Seit 2019 diskutiert Nordmazedonien mit Serbien und Albanien über einen gemeinsamen Wirtschaftsraum, der ab 2023 unter dem Namen Open Balkan Realität werden soll.

### Militär
Nordmazedonien hat Freiwilligen-Streitkräfte mit rund 10.000 Soldaten, die durch Mobilmachung der Reserve um weitere 21.000 Mann verstärkt werden können. Der Verteidigungsetat 2012 betrug rund 130 Millionen Euro.
Am 6. Februar 2019 unterzeichneten Außenminister Dimitrow und Vertreter der NATO-Staaten das Beitrittsprotokoll. Seit dem 27. März 2020 ist Nordmazedonien das 30. NATO-Mitglied.
Nordmazedonien hat alle seine 31 T-72-Panzer und auch alle seine Kampfflugzeuge (SU-25) der Ukraine geschenkt, die seit dem 24. Februar 2022 auf Befehl von des russischen Staatspräsidenten Putin von russischen Truppen massiv attackiert wird. 
Das Land plant eine umfassende militärisch-technische Neuausrichtung.

### Verwaltungsgliederung

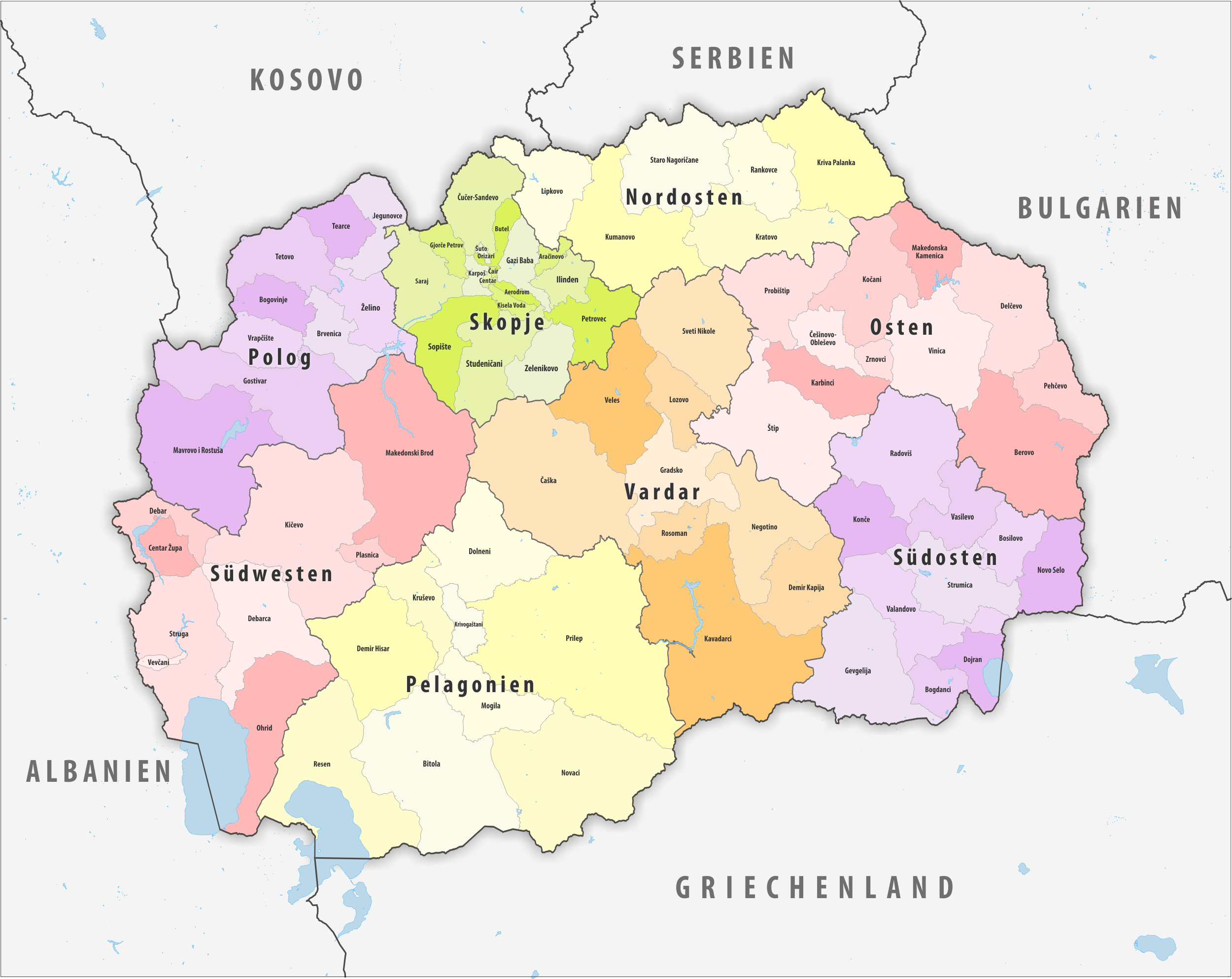
Politische Gliederung Nordmazedoniens

Am 11. August 2004 trat ein neues Territorialverwaltungsgesetz in Kraft, das den Staat in nunmehr acht Statistische Regionen (mazedonisch Статички региони, albanisch Rajone statistike) und 84 Gemeinden (maz. Општини, alb. Komuna) untergliedert. Die bisherigen 123 Gemeinden wurden teilweise zusammengefasst, jedoch wurden im Großraum Skopje die bisherigen acht Gemeinden auf zehn erhöht. Seit 2013 liegt die Anzahl der Gemeinden Nordmazedoniens bei 80.

## Wirtschaft

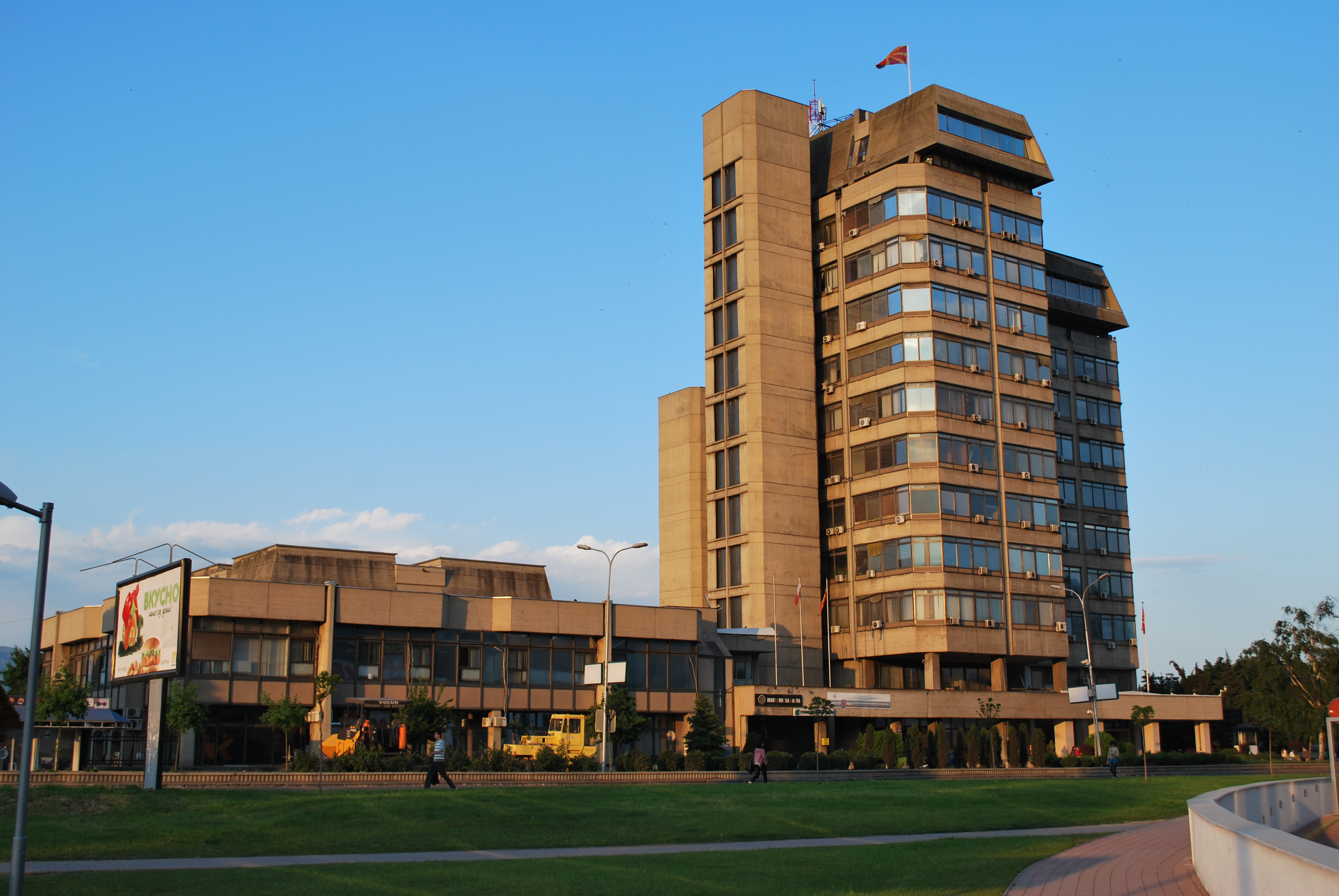
Der Sitz der Zentralbank Nordmazedoniens in Skopje

Die damalige SR Mazedonien war innerhalb der SFR Jugoslawien eines der wirtschaftlich rückständigsten Gebiete mit nur wenig entwickelter Industrie und geringen Rohstoffvorkommen. Im Jahr 2000 wurden immer noch 9,7 % des Bruttoinlandsproduktes (BIP) in der Landwirtschaft erwirtschaftet und 31,6 % in der Industrie. Die Arbeitslosenquote, die 2014 noch bei rund 28 % gelegen hatte, sank bis Juli 2020 auf 16,7 %. Im Global Competitiveness Index, der die Wettbewerbsfähigkeit eines Landes misst, belegt Nordmazedonien Platz 82 von 141 Ländern (Stand 2019). Der Index für wirtschaftliche Freiheit 2024 des Landes war der 71 höchste von 176 Ländern.
Das Land litt unter den typischen Problemen eines postsozialistischen Staates, z. B. einer ausgeprägten Korruption, einem zu großen Beamtenapparat und der Ineffizienz der industriellen Betriebe sowie der wirtschaftlichen Blockade durch Griechenland. Nach Ansicht der EU-Kommission in ihrem Fortschrittsbericht 2009 sind diese Probleme durch die Reformpolitik behoben.
Die Arbeitslosenquote wird 2017 mit 23,7 % angegeben und liegt damit sehr hoch. Für Jugendliche betrug sie sogar 46,9 %. Die hohe Arbeitslosigkeit stellt eines der wirtschaftlichen Hauptprobleme dar. Das Handelsbilanzdefizit ist hoch, die Einfuhren übertreffen die Ausfuhren um über 70 %. Ausgeglichen wird das Handelsbilanzdefizit überwiegend durch Transferzahlungen der im Ausland lebenden Albaner und Mazedonier.
Größter Direktinvestor im Lande ist Griechenland, dann folgen die Republik Zypern und Bulgarien. Im Prozess der Privatisierung wurden die größten und profitabelsten Unternehmen des Landes bereits verkauft. Verblieben sind zahlreiche unrentable Unternehmen und Sanierungsfälle. Um ausländische Investoren dennoch anzulocken, führte Nordmazedonien zum 1. Januar 2007 eine sogenannte Flat Tax nach dem slowakischen Vorbild ein. Der Steuersatz beträgt für natürliche Personen und Körperschaften einheitlich 12 % und wird ab 2008 auf 10 % gesenkt. Thesaurierte (also einbehaltene) Gewinne werden überhaupt nicht besteuert.
Wichtige Exportprodukte sind Nahrungsmittel, Getränke (v. a. Wein) und Tabak sowie Eisen und Stahl. Die bedeutendsten Zielländer sind Serbien (31,4 %), Deutschland (19,9 %), Griechenland (8,9 %) und Kroatien (6,9 %). Den größten Anteil am Import nach Nordmazedonien haben Griechenland (15,4 %), Deutschland (13,1 %), Serbien (10,4 %), Slowenien (8,6 %) und Bulgarien (8,1 %).
Das Land führt eine Wertpapierbörse mit dem Namen Macedonian Stock Exchange.

### Staatshaushalt
Der Staatshaushalt 2016 sieht umgerechnet Einnahmen von 2,889 Mrd. Euro und Ausgaben von umgerechnet 3,199 Mrd. Euro vor.
2020 betrug der Anteil der Staatsausgaben (in % des BIP) folgender Bereiche:
- Gesundheit: 7,9 %
- Bildung:[128] 3,5 % (2002)
- Militär: 2,2 % (2024)

| Jahr                                    | 2010   | 2015   | 2016   | 2017   | 2018   | 2019   | 2020   | 2021   | 2022   | 2023   |
| --------------------------------------- | ------ | ------ | ------ | ------ | ------ | ------ | ------ | ------ | ------ | ------ |
| BIP in Mrd. USD (Kaufkraftparität)      | 24,9   | 30,5   | 31,7   | 32,6   | 34,9   | 37,9   | 37,1   | 41,1   | 45,0   | 47,1   |
| BIP pro Kopf in USD (Kaufkraftparität)  | 12.790 | 15.949 | 16.612 | 17.161 | 18.460 | 20.223 | 19.962 | 22.373 | 24.572 | 25.718 |
| BIP-Wachstum (real)                     | 3,4 %  | 3,9 %  | 2,8 %  | 1,1 %  | 2,9 %  | 3,9 %  | −4,7 % | 4,5 %  | 2,2 %  | 1,0 %  |
| Inflation (in Prozent)                  | 1,5 %  | −0,3 % | −0,2 % | 1,4 %  | 1,5 %  | 0,8 %  | 1,2 %  | 3,2 %  | 14,2 % | 9,4 %  |
| Staatsverschuldung (in Prozent des BIP) | 24 %   | 38 %   | 40 %   | 39 %   | 40 %   | 40 %   | 51 %   | 53 %   | 52 %   | 55 %   |

## Infrastruktur

### Energie
Der größte Stromerzeuger Nordmazedoniens ist die Firma Elem AD. Die beiden Kohlekraftwerke in Bitola und Oslomej deckten Stand 2001 mit ihren Kapazitäten von 675 und 125 Megawatt etwa 80 % der Stromerzeugung ab, 16 % entfallen auf die Wasserkraftwerke in Raven, Vrutok, Kozjak, Vrben, Spilje, Globocica und Tikves mit einer gemeinsamen Kapazität von 530 Megawatt. Zu Spitzenverbrauchszeiten kam zusätzlich das Ölkraftwerk Negotino mit einer Leistung von 210 Megawatt zum Einsatz.

### Verkehr
Schiene

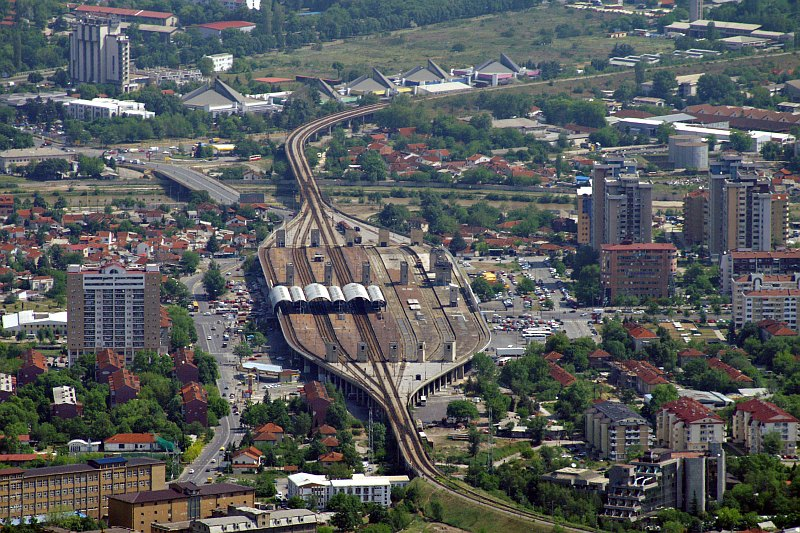
Hauptbahnhof der MŽ in Skopje

Hauptverkehrsachse ist das in Richtung Südost-Nordwest verlaufende breite Vardar-Tal mit der wichtigsten Eisenbahnstrecke der staatlichen Eisenbahngesellschaft Makedonski Železnici (MŽ), die von Tabanovce an der serbischen Grenze über Skopje nach Gevgelija an der griechischen Grenze führt. Von dieser Hauptader zweigen drei nicht elektrifizierte Linien ab. Die Länge des normalspurigen Eisenbahnnetzes beträgt 925 km, hinzu kommen zwei kleine Schmalspurbahnen.
Straße
Das gesamte Autobahn- und Straßennetz umfasste 2014 etwa 14.182 km, wovon 9633 km asphaltiert sind.
Im Straßenverkehr verlaufen die wichtigsten Ströme entlang des Vardar. Die hier verlaufende Autobahn A1 verbindet die Hauptstadt Skopje mit Belgrad und dem griechischen Hafen Thessaloniki. Die Autobahn A2 ist die neue Stadtumfahrung von Skopje und führt dann nach Westen (Tetovo) und südlich bis Gostivar, darüber lief der Nachschub der NATO nach Kosovo.
Zu Zeiten des Handelsembargos durch Griechenland und während des Kosovokonfliktes kam es zu Einschränkungen im Transitverkehr. Obwohl dadurch die Abhängigkeit von den Nachbarn im Norden und Süden sichtbar wurde, geht der Ausbau der Ost-West-Verbindungen mit Albanien und Bulgarien nur langsam voran.
Luft
Internationale Flugverbindungen bestehen von Skopje und von Ohrid aus.

## Kultur

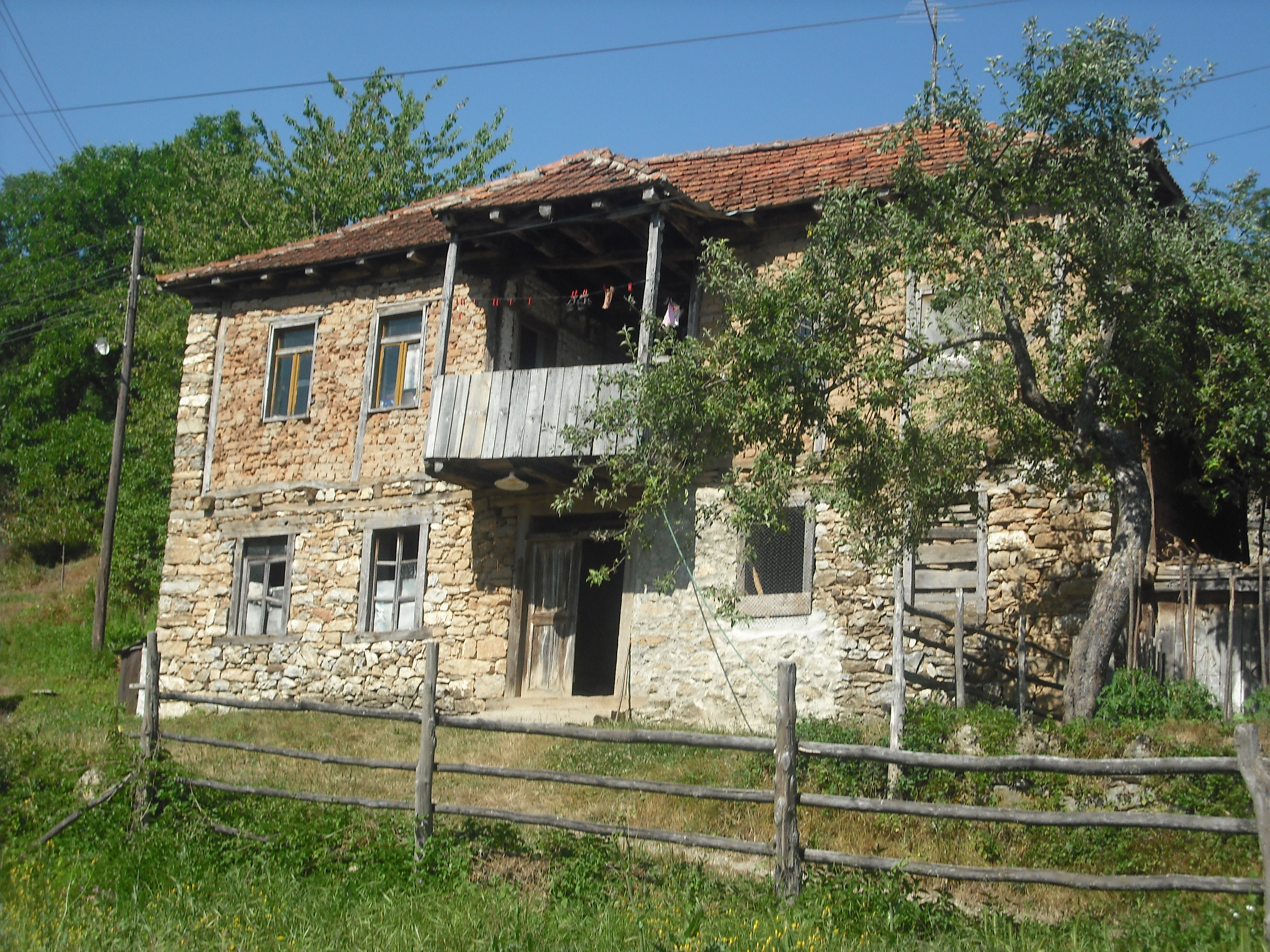
Typische Hausarchitektur auf dem Land

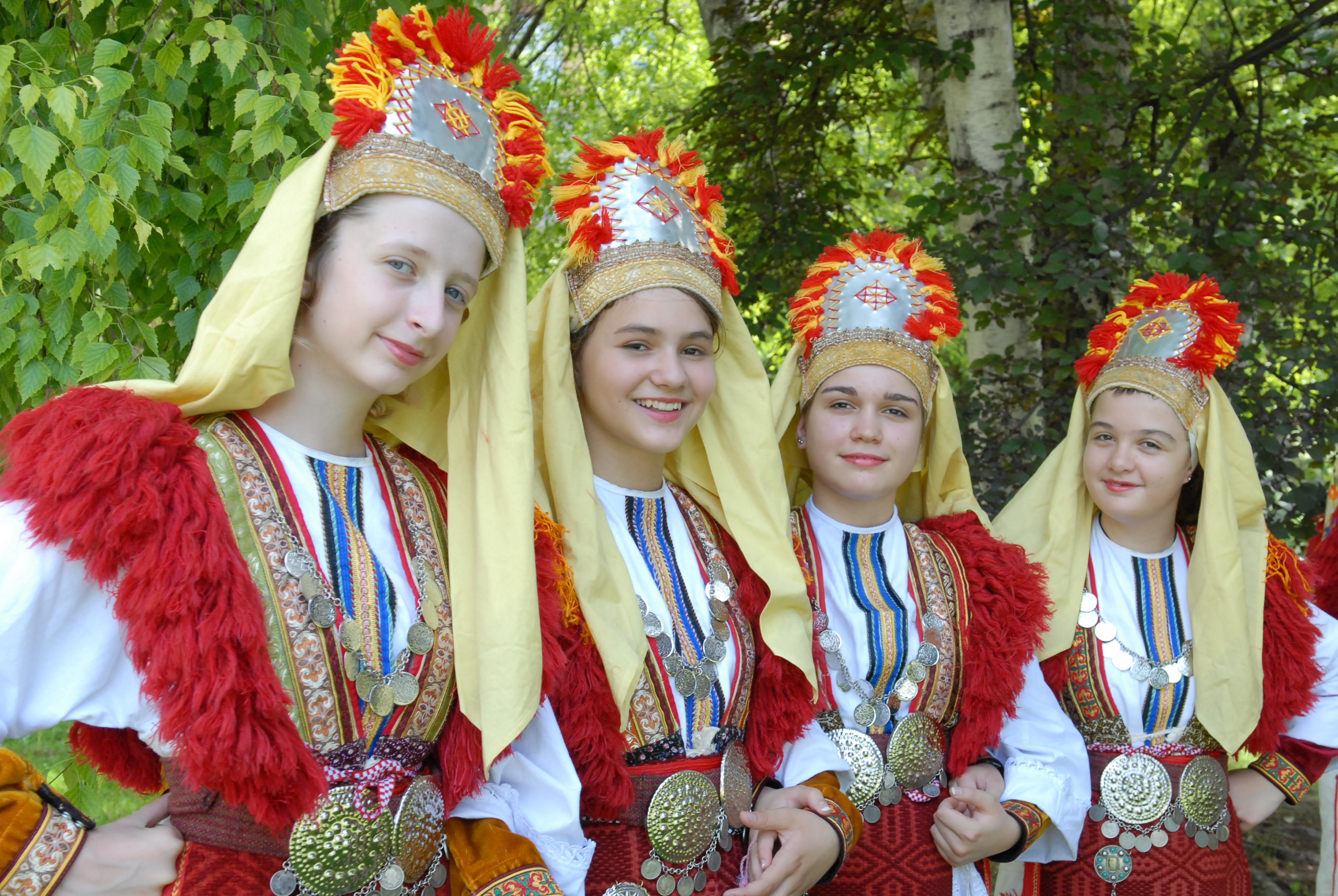
Mazedonierinnen in Volkstrachten aus der historischen Landschaft Mariovo im Süden Nordmazedoniens

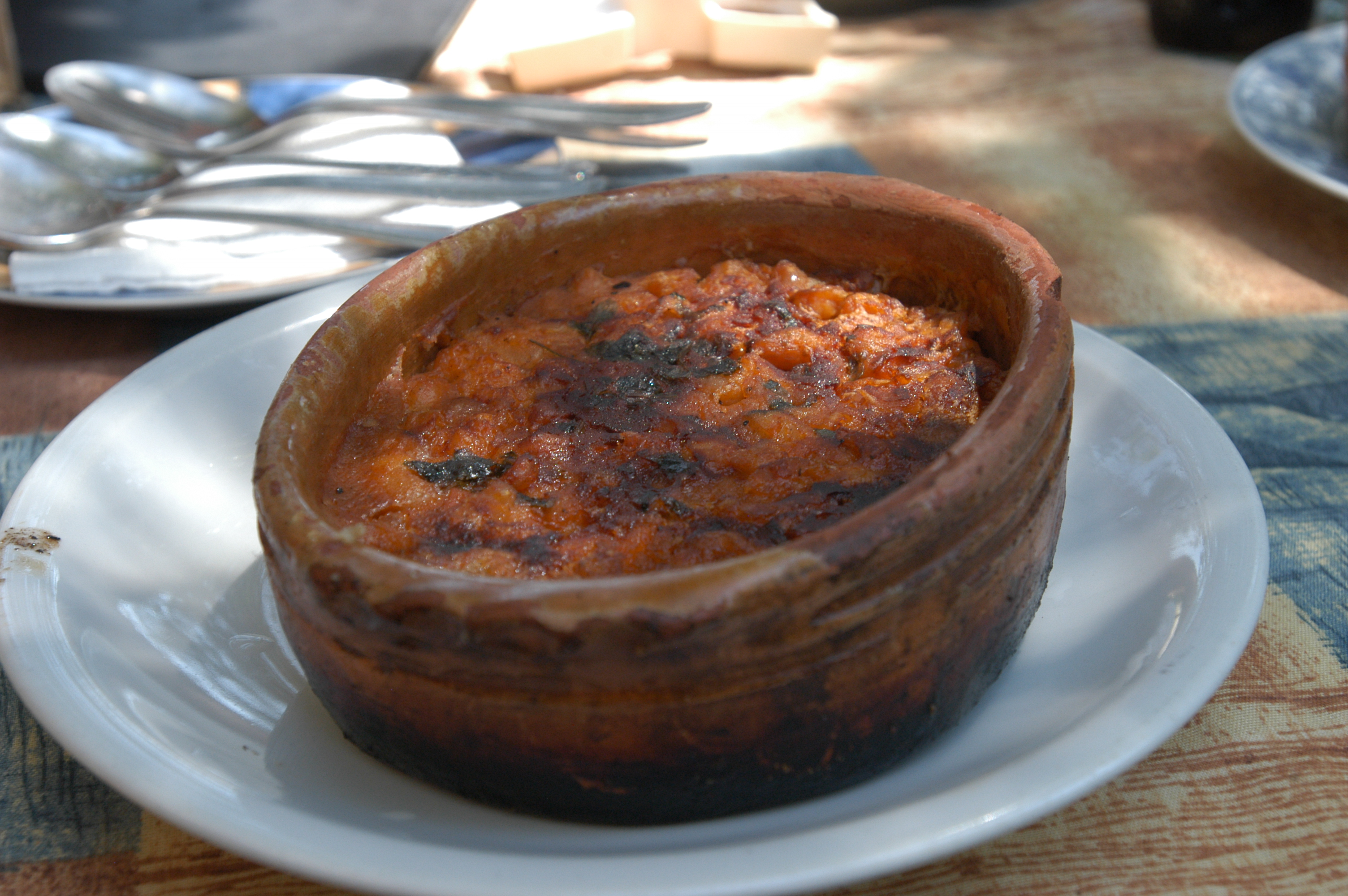
Tavče Gravče (Тавче Гравче) ist ein beliebtes Gericht in Nordmazedonien. Es wird im Ofen in Tontöpfen mit weißen Bohnen, Fleisch, Gemüse und Paprika zubereitet.

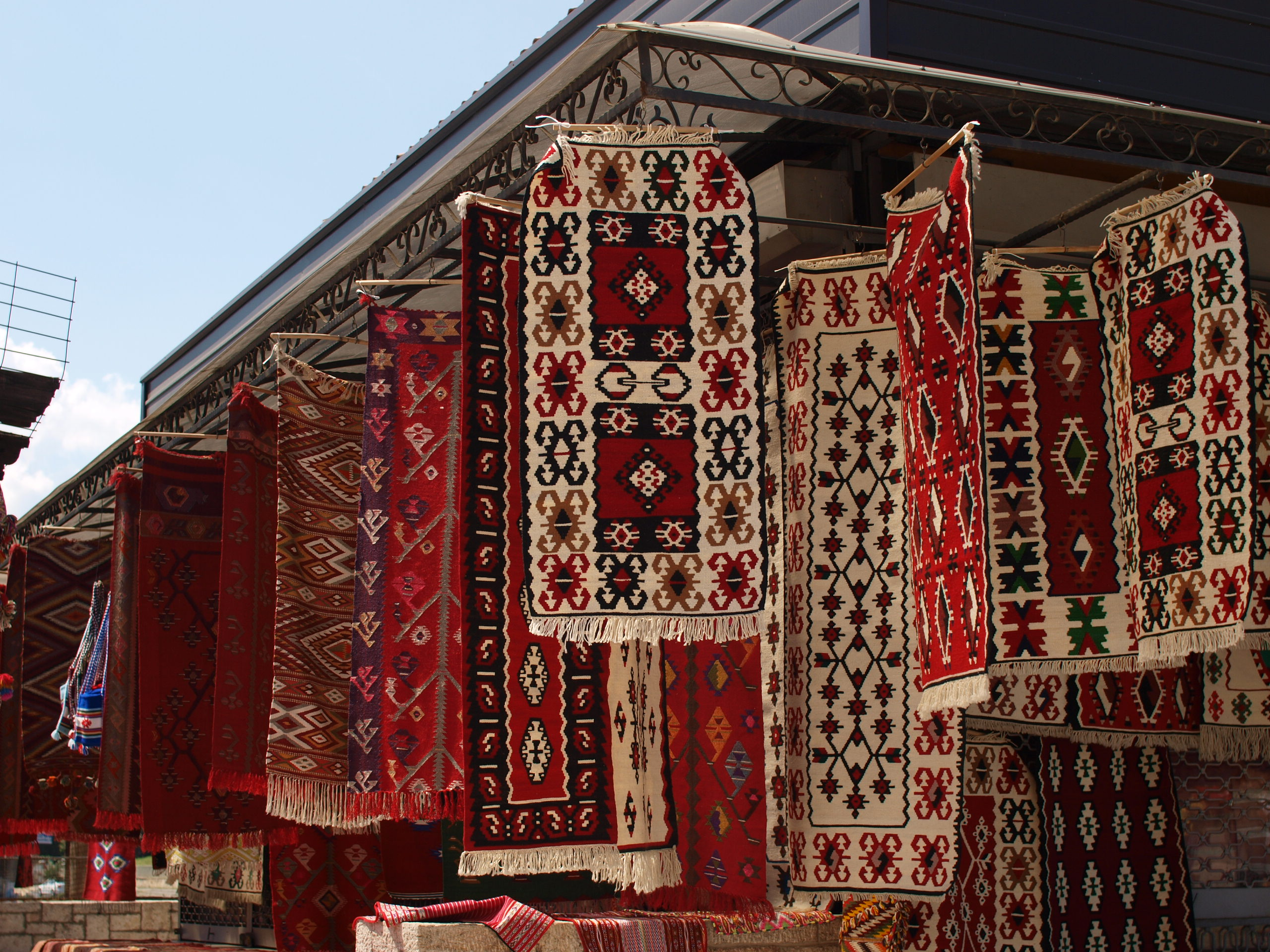
Handgefertigte traditionelle Teppiche auf einem Basar in Skopje

In Nordmazedonien gibt es beträchtliche Unterschiede zwischen vielen Landesteilen. Vor allem ist das auf die verschiedenen Ethnien zurückzuführen, die jeweils ihre eigenen Kulturen „leben“ und selbstständige Kulturräume bilden. Zudem spielt die Religion eine Rolle, da das Land durch das orthodoxe Christentum und den Islam geprägt ist. Doch es gibt vielerorts eine Art „Symbiose“, wo die Kulturen sich zum Teil vermischt oder andere beeinflusst haben. Diese Gegenden befinden sich vor allem dort, wo die Bevölkerung ethnisch heterogen ist.
Aus diesem Grund kann man Nordmazedonien in folgende Kulturräume unterteilen: ethnisch-mazedonisch, albanisch, türkisch, Romani, serbisch, bosniakisch und walachisch. Im Folgenden wird jedoch größtenteils nur auf die ethnisch-mazedonische Kultur eingegangen, für die anderen siehe albanische, Roma-, serbische und rumänische (walachische) Kultur.

### Küche
Die zur Balkanküche gehörende mazedonische Küche basiert auf dem in den Hoch- und Flussebenen angebauten Getreide, vor allem Weizen und Mais, im Südosten des Landes auch auf Reis. Wie die Küchen anderer Länder der Balkanhalbinsel war die mazedonische Küche über Jahrhunderte orientalischen und mediterranen Einflüssen ausgesetzt.
Bei der Viehzucht spielen Rinder, Schafe und Schweine die wichtigste Rolle, außerdem gibt es Ziegen und Wild. Die bedeutendsten Fruchtsorten sind Apfel, Birne, Kirsche, Melone, Aprikose, Pfirsich, Feige, Wassermelone und Pflaume. Auch Esskastanien, Mandelbäume, Walnüsse, Haselnüsse und vor allem Trauben wachsen hier.
In den Gewässern im Südwesten Nordmazedoniens leben viele Fischarten, unter denen die Ohridforelle und der kleine Barbengründling zu den Spezialitäten der dortigen Küche zählen.
Durch die nicht immer besten vegetativen und klimatischen Voraussetzungen wachsen im Land vor allem hitzebeständige und nicht viel Wasser brauchende Gemüsesorten, beispielsweise Kartoffeln, Zwiebeln, Kraut, Karotten, Knoblauch, Spinat oder Erbsen. In vielen Hausgärten, aber auch in landwirtschaftlichen Betrieben werden auch andere Sorten kultiviert, die mehr Wasser und auch Sonnenschutz brauchen, hierzu zählen Tomaten, Paprika, Gurken und Auberginen.
Fleisch ist bei vielen Gerichten eine beliebte Beilage. Oft anzutreffen sind Gerichte mit Rind, Kalb, Lamm, Schwein und regional auch Fisch. Sonnenblumenöl und Butter (vor allem in hohen Lagen) dominieren als Speisefett, in den Regionen im Südwesten und Süden wird oft auch Olivenöl gebraucht. Zu den beliebtesten Gewürzen zählen Salz, Schwarzpfeffer, Zucker, Vegeta, Rosmarin, Petersilie und je nach Region auch Basilikum, Majoran und Koriander. Auch Kümmel, Dill und Chilipulver sind in Nordmazedonien anzutreffen.
Vorspeisen
- Meza, Schopska-Salat, Tarator, Kaymak, Joghurt, Ajvar, Pindschur, Torshi, Leblebi

Fleischspezialitäten
- Ćevapčići, Hacksteak, Sucuk, Pastırma, Köfte, Ražnjići, Gulasch

Backwaren
- Burek bzw. Börek, Pita, Pogatschen, Sač, Daktyla, Yufka

Eintöpfe und Gemüse-Gerichte
- Pasulj, Pilaw, Gjuveč, Eintöpfe aus Kartoffeln, Sauerkraut oder grünen Bohnen, Gefüllte Paprika, Kohlroulade, Dolma, Moussaka, Polenta, Bulgur

Käse
- Salzlakenkäse, dem bulgarischen Sirene (mazedonisch Sirenje) ähnelnd, Kaschkawal, Ricotta, Feta

Desserts
- Baklava, Halva, Kadaifi bzw. Kadaifi, Lokum, Aşure, Vasina torta

Getränke
- Boza, Rakija, Sahlep, Ayran, Skopsko pivo, Biersorte aus Skopje, verschiedene Weine (siehe Weinbau in Nordmazedonien)

### Sport
Neben Fußball ist Handball die wichtigste Mannschaftssportart im Land. Die EHF Champions League konnte von zwei Mannschaften aus Skopje gewonnen werden, bei den Frauen 2002 von Kometal Gjorče Petrov Skopje und bei den Männern 2017 und 2019 von RK Vardar Skopje. Die Handball-Europameisterschaft der Frauen fand im Jahr 2008 in Nordmazedonien statt. Austragungsorte waren Skopje und Ohrid. Die nordmazedonische Frauen-Handballnationalmannschaft erreichte dabei den siebten Platz.
Die nordmazedonische Fußballnationalmannschaft konnte sich überraschend für die EM 2021 qualifizieren, was die erste Teilnahme an einem großen Turnier überhaupt darstellte. In der Gruppe C traf das Team auf die Niederlande, Österreich und die Ukraine, schied jedoch mit null Punkten als Gruppenletzter aus. Am 31. März 2021 gelang dem Team eine weitere Überraschung, als es in der WM-Quali Deutschland mit 2:1 schlagen konnte.
Nordmazedonien nimmt seit 1996 regelmäßig bei den Olympischen Sommerspielen und seit 1998 bei den Winterspielen teil. Bisher konnte eine Bronzemedaille gewonnen werden – bei den Sommerspielen 2000 in der Disziplin Ringen von Mogamed Ibragimov. Bei den Olympischen Sommerspielen in Tokio 2020 kam die zweite Medaille in Silber für Dejan Georgievski in der Disziplin Taekwondo hinzu.
Special Olympics Nordmazedonien wurde 2003 gegründet und nahm mehrmals an Special Olympics Weltspielen teil.

### Feiertage
Die offiziellen Feiertage im Jahr 2015 waren folgende:
- 01. Januar: Neujahrsfest
- 06. Januar: Tag vor Weihnachten (nur für Orthodoxe)
- 07. Januar: (orthodoxe) Weihnachten
- 19. Januar: Theophanie (nur für Orthodoxe)
- 27. Januar: Gedenktag für Sava von Serbien (nur für Serben)
- 06. April: Osterfest (nur für Katholiken)
- 08. April: Internationaler Tag der Roma (nur für die Roma)
- 10. April: Karfreitag (nur für Orthodoxe)
- 13. April: (orthodoxes) Osterfest
- 01. Mai: Tag der Arbeit
- 23. Mai: Nationaler Tag der Aromunen (nur für Aromunen)
- 24. Mai: „Tag der slawischen Pädagogen“ von St. Kyrill und Method
- 25. Mai: Ruhetag nach St. Kyrill und Method
- 29. Mai: Pfingsten (nur für Orthodoxe)
- 17. Juli: Fest des Fastenbrechens
- 02. August: Tag der Republik
- 03. August: Ruhetag nach Tag der Republik
- 28. August: Mariä Himmelfahrt (nur für Orthodoxe)
- 08. September: Tag der Unabhängigkeit
- 23. September: Jom Kippur (nur für Juden)
- 24. September: Islamisches Opferfest (nur für Muslime)
- 28. September: Internationaler Tag der Bosniaken (nur für Bosniaken)
- 11. Oktober: Tag des Volksaufstands
- 12. Oktober: Ruhetag nach dem Tag des Volksaufstands
- 23. Oktober: Tag des Mazedonischen Revolutionären Kampfes
- 01. November: Allerheiligen (nur für Katholiken)
- 22. November: Tag des Albanischen Alphabets (nur für Albaner)
- 08. Dezember: Tag von St. Klement von Ohrid
- 21. Dezember: Tag des Türkischen Unterrichts (nur für Türken)
- 25. Dezember: (katholische) Weihnachten (nur für Katholiken)

### Literatur

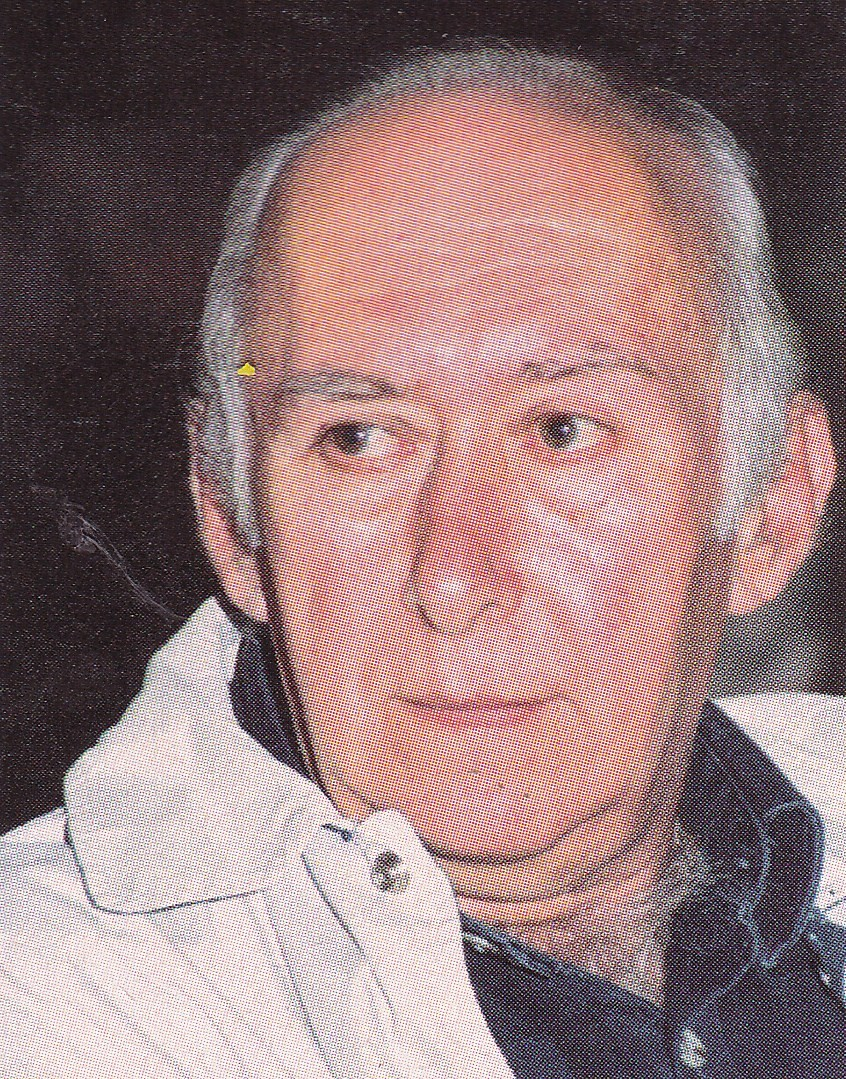
Vlada Urošević

### Medien
Die öffentlich-rechtliche Rundfunkanstalt Nordmazedoniens, Makedonska Radio-Televizija (kurz MRT), betreibt neben zwei Fernsehsendern (MRT1 als Hauptsender und MRT2 für die ethnischen Minderheiten der Albaner, Türken, Serben, Roma, Aromunen und Bosniaken) auch einige Radiostationen. Radio Skopje (gegründet 1944) ist der wichtigste unter ihnen. Radio 2 überträgt Volksmusik und andere Unterhaltungssendungen. Radio 3 wird von den ethnischen Minderheiten genutzt.
Die Medieninformationsagentur ist die öffentliche Nachrichtenagentur des Landes.
Von Bedeutung sind weiter die privaten Fernsehsender Alfa TV, Sitel, Kanal 5, Telma, Naša TV und Alsat-M. Landesweit übertragende private Radiostationen sind Buba Mara, Kanal 77, Antenna 5 und Kanal 4.
Mazedonischsprachige Tageszeitungen sind Dnevnik, Nova Makedonija (gegründet 1944), Utrinski Vesnik, Vreme und Večer (staatlich). Wichtige albanischsprachige Tageszeitungen sind Fakti, Koha und Lajm. Weitere Zeitungen sind unter Liste nordmazedonischer Zeitungen aufgelistet.
Im Jahr 2022 nutzten 84,2 Prozent der Einwohner Nordmazedoniens das Internet.

### Film
Internationale Bekanntheit erlangten die Filme Vor dem Regen (1994) von Milčo Mančevski, Der Tag, als Stalins Hose verschwand (2004) von Ivo Trajkov, Land des Honigs (2019) von Tamara Kotevska und Ljubomir Stefanov sowie Gott existiert, ihr Name ist Petrunya (2019) von Teona Strugar Mitevska.